# Sacerdozio femminile

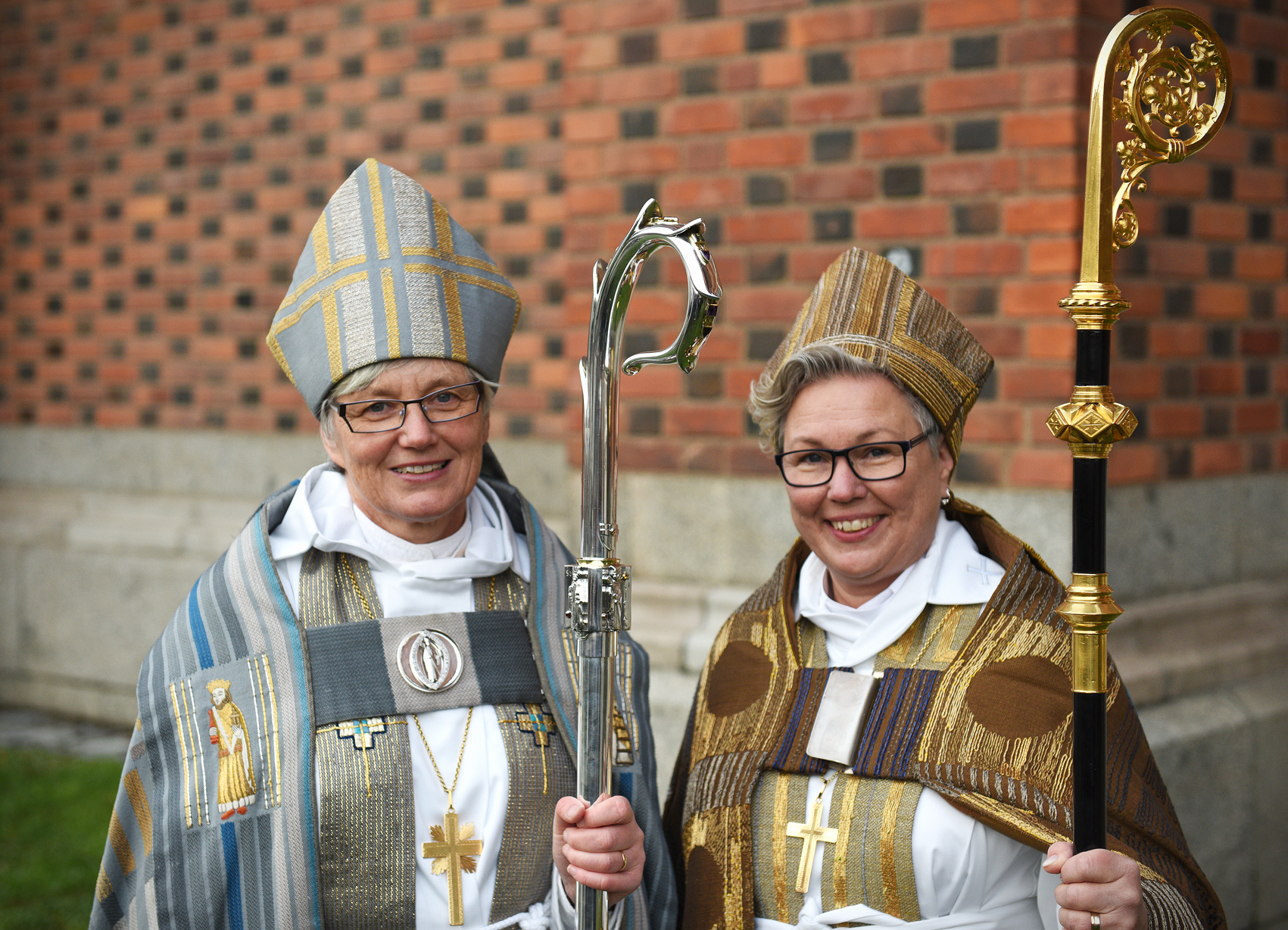
La vescova della Chiesa di Svezia Antje Jackelén (a sinistra) in compagnia della collega Eva Nordung Byström

L'ordinazione femminile all'ufficio ministeriale o sacerdotale è una pratica sempre più comune tra alcuni gruppi delle religioni maggiori del tempo presente, come lo era anche in diverse forme religiose del paganesimo dell'antichità, sebbene mai nelle religioni rifacentesi al monoteismo. In particolare l'episcopato femminile riguarda la possibilità di accesso (secondo le confessioni, per nomina o elezione) per le donne alla dignità di vescovo nelle religioni cristiane.
Esso rimane un argomento controverso in alcune confessioni cristiane dove l'imposizione dell'ordine sacro (il processo attraverso il quale una persona riceve la consacrazione ed è destinata direttamente da Dio  all'amministrazione dei vari riti religiosi) è da quasi 2.000 anni, all'interno della civiltà occidentale, limitata solamente agli uomini.
In alcuni casi le donne sono state autorizzate a essere ordinate, ma non a tenere posizioni più alte all'interno della gerarchia ecclesiastica, come (fino al luglio del 2014) quella di vescovo della Chiesa d'Inghilterra. Laddove le legislazioni vietano la discriminazione sessuale nell'occupazione, vengono spesso fatte eccezioni per quanto riguarda il clero (ad esempio negli Stati Uniti d'America).
Il sacerdozio femminile viene ancor oggi tradizionalmente precluso sia dalla Chiesa cattolica romana sia dalla Chiesa ortodossa; mentre altre chiese cattoliche, indipendenti dal Vaticano, alcune chiese vetero cattoliche e alcune confessioni rifacentesi al protestantesimo hanno ammesso al rito dell'ordinazione sacerdotale le donne, con la conseguente possibilità della nomina o dell'elezione di donne come vescove. La possibilità di ordinare vescove donne è stato considerato come un "ostacolo" al dialogo nell'ecumenismo con la Chiesa di Roma.

## Antiche religioni pagane

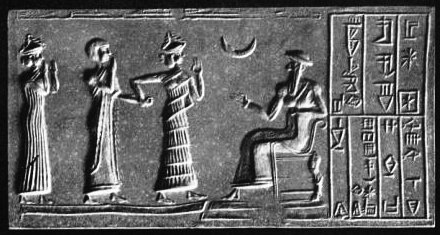
Sigillo cilindrico (2100 a.C.) raffigurante le dee che conducono uomini mortali attraverso un rito religioso

### Sumeri e Akkadi
- Tra i Sumeri e nell'impero di Akkad le donne potevano essere sacerdotesse di prima classe distinte da speciali abiti cerimoniali e mantenendo lo stesso status degli alti sacerdoti uomini; possedevano proprietà privata, potevano condurre affari e dare avvio alla cerimonia della ierogamia con i sacerdoti e i re[3].
- Enḫeduanna (2285-2250 a.C.) fu una principessa akkadiana, la prima titolare a tutt'oggi conosciuta del titolo di sacerdotessa[4].
- Le "Ishtaritu"[5] furono donne che occuparono della prostituzione sacra da svolgersi all'interno dei templi; specializzate nelle arti della danza, della musica e del canto servivano la Dea Ishtar[6].
- Puabi fu, oltre che una regina, anche una "Nin"-sacerdotessa akkadiana a Ur nel corso del XXVI secolo a.C.
- Nadītu servì come sacerdotessa nei templi di Inanna nell'antica città di Uruk; le sacerdotesse della dea venivano reclutate tra le famiglie più in vista del Paese e dovevano rimanere senza figli. Esse possedevano proprietà e potevano effettuare transazioni di beni.
- Nei testi epici sumeri, come Enmerkar e il signore di Aratta, le "Nu-Gin"[7] erano sacerdotesse templari - e forse esperte in ostetricia - dedicate al servizio di Inanna, ma potrebbero essere anche un riferimento diretto alla dea stessa[8].
- Le "Qadishtu", in lingua ebraica "Qedesha" (קדשה)[9] o "Kedeshah"[10] (derivante dalla radice Q-D-Š),[11][12] vengono menzionate nella Bibbia ebraica per il loro ruolo di sacre prostitute spesso associate alla dea Asherah.

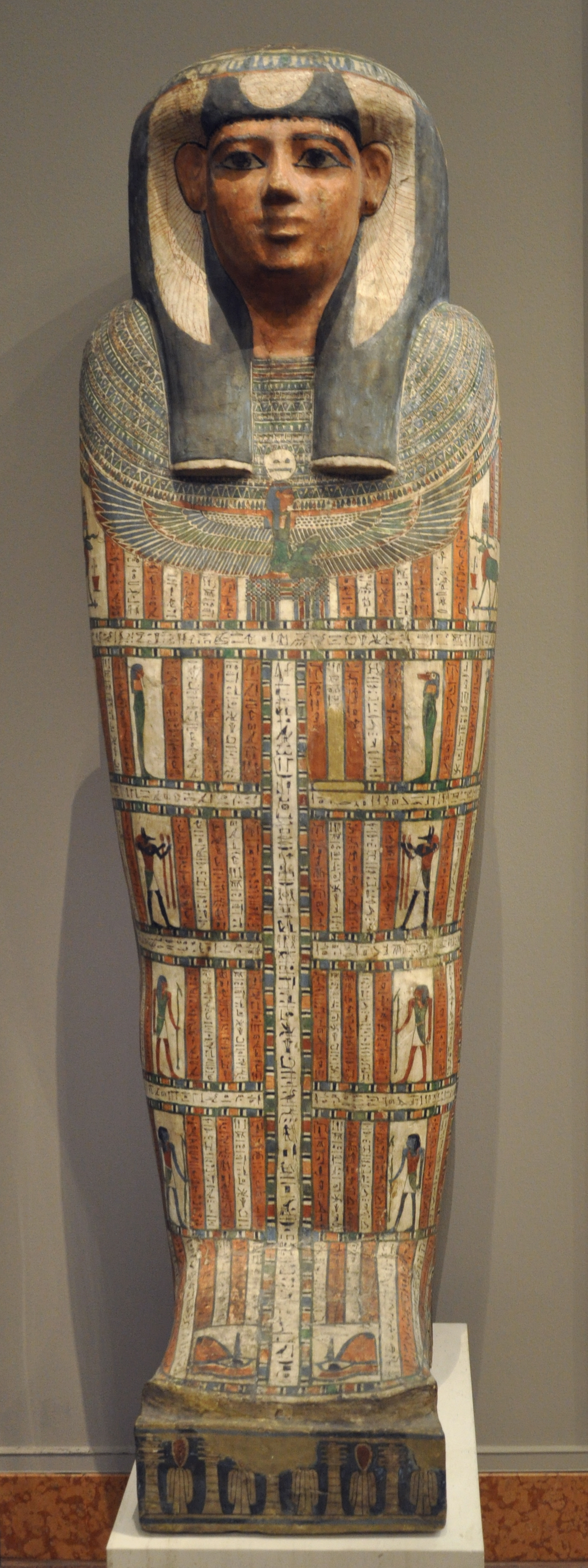
Sarcofago della sacerdotessa egiziana Iset-en-kheb, XXV-XXVI dinastia (VII-VI secolo a.C.)

### Antico Egitto
Nella religione egizia la Divina Sposa di Amon era la sacerdotessa di più alto rango; questo titolo venne detenuto da una figlia del Sommo sacerdote del dio Amon, durante il regno del faraone donna Hatshepsut e mentre la capitale dell'antico Egitto si trovava a Tebe, intorno al 2160 a.C.
Più tardi quello di "Divina adoratrice di Amon" fu un titolo creato appositamente per la principale sacerdotessa di Amon. Durante il I millennio a.C., quando il titolare di quest'ufficio esercitava la più ampia influenza, la sua posizione era anche un'importante carica che facilitava il trasferimento del potere da un faraone all'altro; quando la principessa veniva "adottata" per occupare l'ufficio di titolare vacante. L'"Adoratrice Divina" governava su tutti i compiti i domini del tempio, venendo a controllare in tal modo una parte significativa dell'antica economia egizia.

#### Antiche sacerdotesse egizie
- Neferhetepes - "Grande Sposa Reale" durante la IV dinastia egizia[13]; è la prima sacerdotessa attestata di Hathor[14].
- Karomama Meritmut - "Divina sposa di Amon" durante la XII dinastia[15].
- Neferura - figlia di Hatshepsut e di Thutmose II e "Grande Sposa di Amon"[16].
- Hui - "Grande Sposa Reale" sotto il faraone Thutmose III (1479-1525 a.C.)[17]
- Meritamen - figlia di Thutmose III e della sua Grande sposa reale Merira-Hatshepsut[18].
- Iside - "Divine Sposa di Amon" (XX dinastia egizia).
- Gautseshen - profetessa di Amon[19] (XXI dinastia egizia).
- Maatkara Mutemhat - "Divina Sposa di Amon" durante la XXI dinastia[20]
- Henuttawy[21] - "Grande Sposa di Amon" durante la XXI dinastia.
- Henutmehyt - (1250 .C. circa).
- Tabekenamun - sacerdotessa di Hathor e di Neith a Dendera, figlia di uno dei faraoni di origine libica[22].

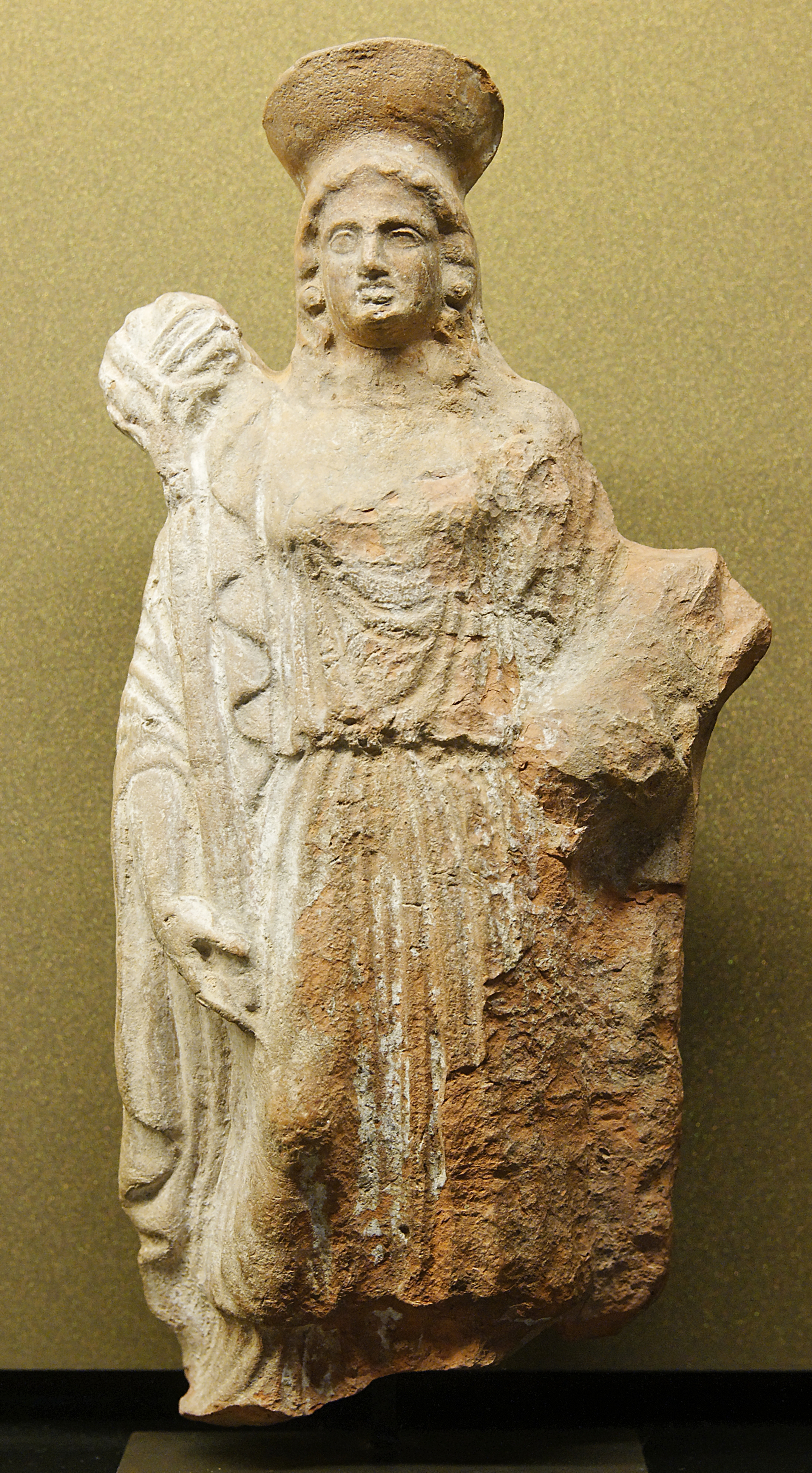
Figura femminile che porta una torcia e un maiale per celebrare i riti di Demetra e Persefone, proveniente dall'Attica (140-130 a.C.)

### Antica Grecia
Nella religione dell'antica Grecia alcuni importanti celebrazioni rituali, come le Tesmoforie, venivano guidate dalle donne; ma le sacerdotesse hanno svolto un ruolo significativo anche all'interno dei misteri eleusini. Le "Gerarai" erano sacerdotesse di Dioniso che presiedevano le feste e i vari rituali associati al dio. Un gruppo di sacerdotesse poteva anche mantenere il culto in un particolare luogo sacro, come accadeva con le Peleiadi (donne consacratesi a Zeus e alla Dea Madre Dione presso l'Oracolo di Dodona).
Le "Arrephoros" erano giovinette dai sette i dodici anni che facevano da accolito e lavoravano al servizio di Atena sull'Acropoli di Atene; venivano incaricate di condurre rituali specifici. Secondo quanto ne dice Pausania il Periegeta due Arrephoroi dovevano vivere per un anno sull'Acropoli e poi terminare il loro servizio con un rito misterico denominato Arreforie: portavano oggetti sconosciuti in una caverna sotterranea e li scambiavano con altri oggetti sconosciuti.
In diversi siti le donne servivano come sacerdotesse l'Oracolo, il più famoso dei quali rimane quello di Delfi dedicato al dio Apollo. La sacerdotessa del tempio delfico era chiamata Pizia, accreditata in tutto il mondo greco-romano per le sue profezie le quali le davano un'importanza insolita in quella società dominata dal patriarcato. La "Sibilla Frigia" presiedeva un oracolo apollineo in Frigia.
Il discorso ispirato delle donne (per merito della divinità) veniva tuttavia interpretato da sacerdoti uomini. Una donna poteva essere una "mantica", portavoce umana della divinità attraverso la possessione, ma l'interpretazione profetica richiedeva conoscenze specialistiche le quali venivano considerate un processo razionale il quale era considerato adatto solo a un profeta uomo.

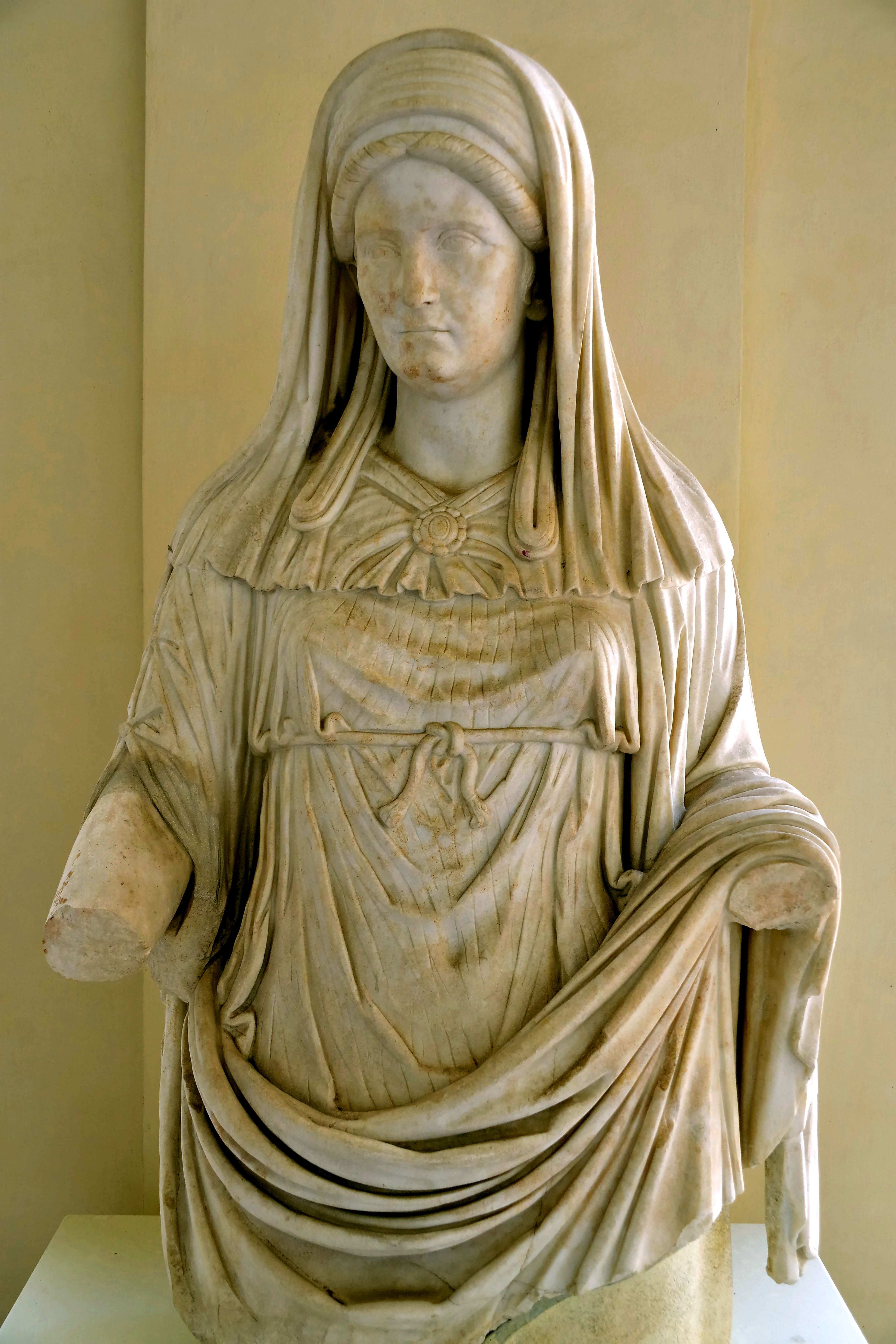
La " Virgo Vestalis Maxima", il più alto titolo delle vergini Vestali

### Antica Roma
La parola della lingua latina sacerdos è grammaticalmente la stessa per entrambi i generi. Nella religione romana le sacerdotesse Vestali erano le responsabili della continuità sociale e della sicurezza statale dell'antica Roma, in quanto mantenevano vivo il fuoco sacro il quale non poteva mai spegnersi. Le Vestali erano un collegium di sei sacerdotesse devote alla Dea Vesta, la Signora del focolare (sia quello domestico della domus sia quello di Stato, al centro della religiosità comunitaria.
Libere dagli obblighi sociali di sposarsi e allevare figli le Vestali assumevano un voto di castità per potersi dedicare allo studio e a una corretta osservanza dei rituali statali, che rimanevano preclusi ai collegi sacerdotali maschili. Esse hanno mantenuto la loro autorità religiosa fino a quando l'imperatore romano cristiano Graziano (367-83) non fece confiscare tutti i loro beni; il suo successore Teodosio I poi fece chiudere definitivamente il tempio di Vesta.
I Romani avevano due tipi di figure sacerdotali ciascuna delle quali era tenuta congiuntamente da una coppia sposata, il rex sacrorum e la regina sacra e dal Flamine diale e dalla flaminica (altissima sacerdotessa di Giove); ciascuno aveva i suoi ruoli distinti e presiedeva ai sacrifici pubblici, la regina ogni primo giorno del mese (Calende) e la flaminica a ogni ciclo di "Nundinae" (l'equivalente romano di una settimana).
La natura altamente pubblica di questi sacrifici, come era il ruolo delle Vestali, indica che le attività religiose delle donne nell'antica Roma non venivano limitate esclusivamente alla sfera più eminentemente privata o domestica. Talmente essenziale era il completamento di genere per questi sacerdoti che, se la moglie moriva, il marito avrebbe dovuto rinunciare al proprio ufficio. Questo è vero per il flamine e con ogni probabilità anche per il rex.
Il titolo di sacerdos è stato spesso specificato in relazione a una divinità o a un tempio, come la sacerdotessa di Cerere, un ufficio mai detenuto dagli uomini. Le sacerdotesse hanno svolto un ruolo di primo piano all'interno dei santuari di Cerere e Proserpina, in tutti i territori che osservavano il cosiddetto "ritus graecus". Questa forma di culto si era diffusa a partire dalla Sicilia sotto l'influenza dell'antica Grecia; il culto aventino di Cerere a Roma era guidato invece da sacerdoti. Solamente le donne potevano però celebrare i riti della Bona Dea, per i quali vi erano sacerdotesse appositamente registrate.

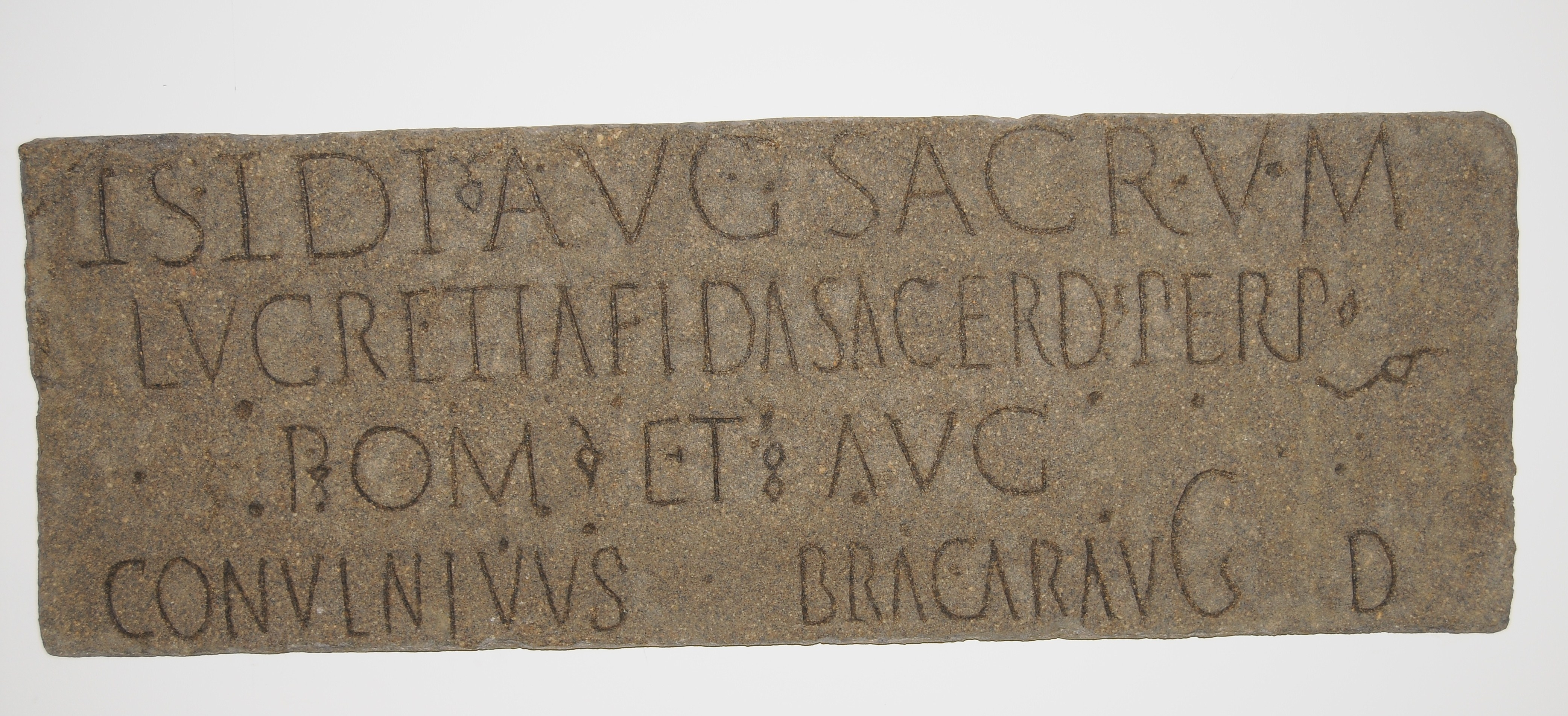
Iscrizione latina dedicata alla Dea Iside Augusta da parte di Lucretia Fida, sacerdotessa della Galizia

Durante la repubblica romana la diversità religiosa è diventata sempre più una caratteristica della capitale. Molte fedi che non facevano parte della più antica religione statale romana hanno offerto ruoli di dirigenza sacerdotale alle donne, tra cui il culto importato dall'antico Egitto di Iside e quello della Grande Madre Cibele. Un epitaffio conserva il titolo di sacerdos maxima per una donna che ha mantenuto il ruolo sacerdotale più alto nel tempio della "Magna Mater", nei pressi del sito attuale della basilica di San Pietro. Si sono conservate anche iscrizioni (vedi Corpus Inscriptionum Latinarum) del periodo imperiale dedicate alle sacerdotesse di Giunone e delle donne divine appartenenti alla famiglia imperiale (vedi Culto imperiale).
In alcune circostanze, come quando i culti delle religioni misteriche venivano introdotti tra i Romani, è stato preferito che essi venissero mantenuti dalle donne. Anche se era una pratica comune romana quella di incorporare altre religioni invece di cercare di sradicarle, la segretezza che circondava alcuni di questi culti misterici veniva spesso considerata con un certo sospetto. Nel 189 a.C. il Senato romano aveva tentato di far sopprimere i Baccanali, sostenendo che i riti segreti conducevano direttamente alla corruzione morale oltre a rappresentare un focolaio di cospirazione politica.
Una disposizione del decreto senatorio (Senatus consultum de Bacchanalibus) è stata quella che solo le donne avrebbero dovuto servire in qualità di sacerdotesse della religione dionisiaca. forse per cercare di contrastare la politicizzazione del culto; in quanto anche le donne romane che erano cittadine non avevano né il diritto di voto né tanto meno quello di acquisire una carica pubblica. Le sacerdotesse di Liber, il dio romano identificato - secondo l'Interpretatio graeca - con Dioniso, vengono menzionate da Marco Terenzio Varrone (studioso del I secolo), come pure da testimonianze epigrafiche.
Altri titoli religiosi per le donne romane includevano quello di magistra, un'alta sacerdotessa esperta o un'insegnante, e quello di ministra, un'assistente femminile al servizio di una specifica divinità. Una magistra o una ministra sarebbero state responsabili della regolare manutenzione di un culto. Gli epitaffi forniscono l prova principale della presenza di tali sacerdotesse; la donna in questi casi non viene identificata in termini di stato civile.

## Induismo
Gargi Vachaknavi, una filosofa indiana del 700 a.C., è una delle più antiche sapienti della civiltà vedica. Gargi compose diversi inni che s'interrogavano sull'origine della totalità dell'esistenza; ella viene menzionata nel sesto e nell'ottavo Brāhmaṇa della Bṛhadāraṇyaka Upaniṣad ove viene descritto il "brahmayajna", un congresso filosofico organizzato dal re Janaka sovrano del regno di Videha. Ella in quest'occasione sfidò il saggio Yajnavalkya con domande perturbanti inerenti all'Ātman.
Bhairavi Brahmani fu la donna guru ygini di Ramakrishna; lo avviò e condusse per la via del Tantra. Sotto la sua guida Ramakrishna attraversò 64 grandi Sadhana tantriche le quali vennero completate nel 1863.
Nel 2014 è stato fondato un'"Akhara" (consiglio dei Sadhu) tutto al femminile; si ritiene che sia il primo gruppo di questo genere presente nell'India contemporanea.
"Ramakrishna Sarada Mission" è il moderno ordine monastico del XXI secolo interamente dedicato all'accrescimento della spiritualità femminile. L'ordine è stato condotto sotto la guida dei monaci di Ramakrishna fino al 1959, data in cui è diventato completamente indipendente. Attualmente ha centri in varie zone del subcontinente indiano e anche a Sydney.
Esistono due tipi di sacerdoti nell'induismo, i "Purohit" e i Pujari; le donne possono essere ordinate in entrambi. Chanda Vyas, nata in Kenya, è stata la prima sacerdotessa indù della Gran Bretagna.
Le donne, all'interno della fede indù, possono essere anche guru; Shakti Durga, precedentemente nota come Kim Fraser, è stata la prima donna guru dell'Australia.

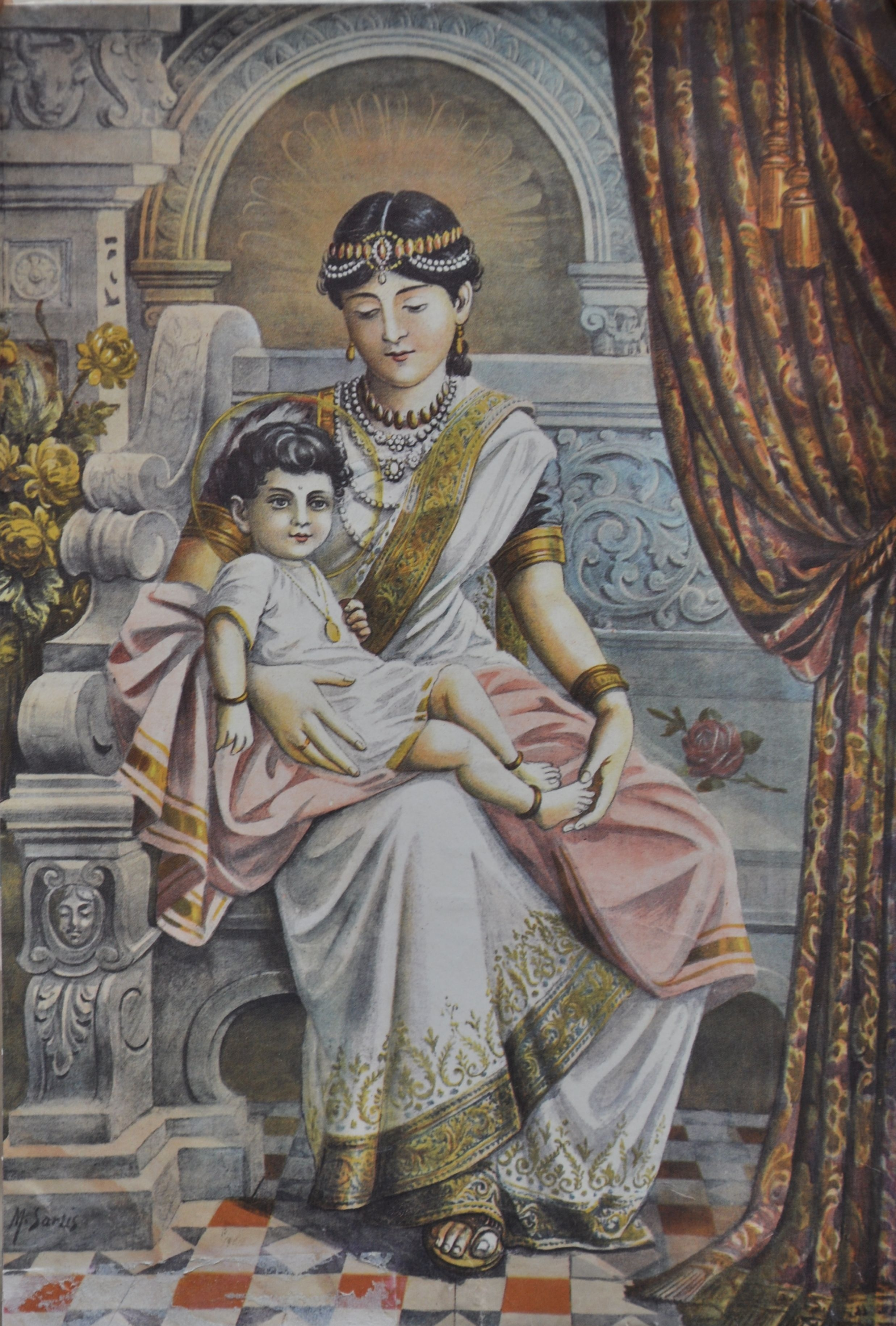
Il principe Siddharta, il futuro Gautama Buddha, in braccio alla zia e madre adottiva Mahāprajāpatī Gautamī

## Buddhismo
La tradizione dell'ordine monastico del buddhismo (il Sangha) comincio sotto la guida di Gautama Buddha il quale istituì il primo ordine di monaci buddhisti (Bikkhu). Secondo le Scritture in seguito, dopo una sua prima riluttanza, egli istituì anche un ordine di monache. Le suore buddhiste che hanno completato correttamente l'ordinazione sono chiamate Bikkhuni. Mahāprajāpatī Gautamī, la zia nonché madre adottiva del futuro Buddha, fu tra le prime bikkhuni; venne ordinata nel VI secolo a.C.
Prajñādhara, venticinquesimo patriarca del buddhismo Zen, si crede possa essere stata una donna.

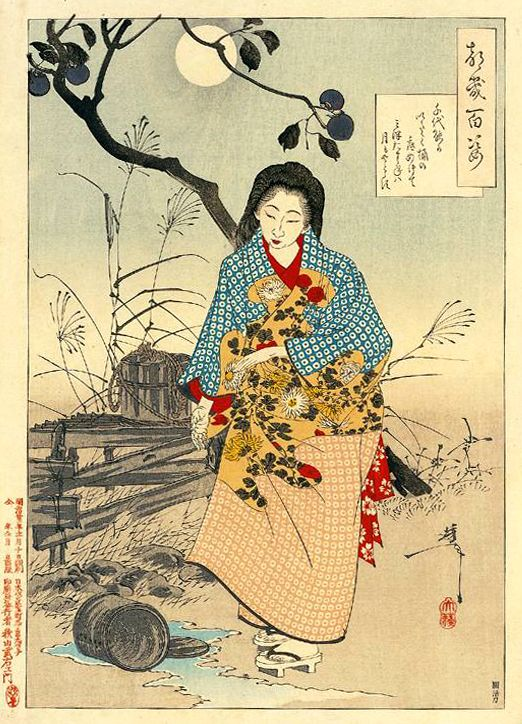
Lady Chiyo (Mugay Nyodai) e la brocca di acqua rotta, di Yoshitoshi

Nella tradizione del buddhismo Mahāyāna, nel corso del XIII secolo, la giapponese Mugai Nyodai divenne la prima badessa e di conseguenza anche il primo maestro zen donna a essere ordinata.
Tuttavia l'ordinazione delle bikkhuni, una volta esistente nei paesi in cui il buddhismo Theravada era maggiormente diffuso, terminò verso il X secolo e anche l'ordinazione delle novizie scomparve in quei paesi. Pertanto le donne che desideravano vivere come monache dovettero farlo assumendo su di sé otto o dieci precetti (a differenza dei cinque ordinari per gli uomini); queste donne non erano formalmente ordinate e quindi non ricevevano né il riconoscimento né l'istruzione necessaria, mancava loro il sostentamento finanziario e lo status di cui gli uomini buddhisti godono.
Questi "precetti titolari" esistono ancor oggi in Birmania, Cambogia, Laos, Nepal e Thailandia. In particolare il consiglio direttivo del buddhismo in Birmania ha stabilito che non vi può essere un'ordinazione regolare delle donne, anche alcuni monaci non si sono trovati d'accordo. Tuttavia nel 2003 Saccavadi e Gunasari sono state ordinate come bikkhuni nello Sri Lanka, diventando così le prime novizie birmane dei tempi moderni a ricevere un'ordinazione monastica superiore.
Il Giappone costituisce un caso particolare a sé stante in quanto sebbene non contempli né le ordinazioni di bikkhuni né l'accettazione di donne come novizie, le donne godono di uno status più elevato e di un'educazione migliore rispetto agli altri paesi dell'Asia meridionale e dell'Asia orientale, potendo anche diventare sacerdotesse del buddhismo Zen.

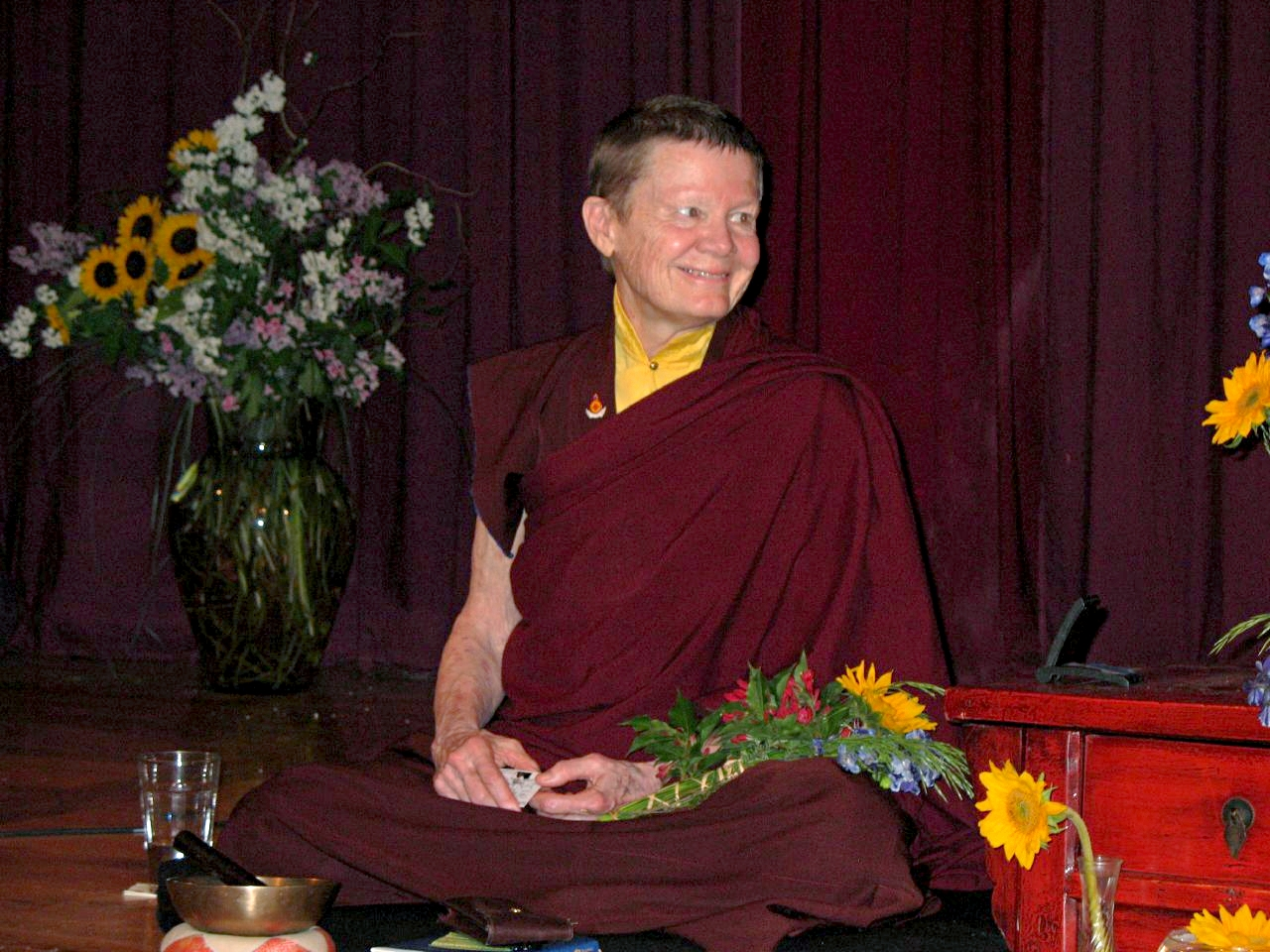
Ani Pema Chödrön, una donna americana che è stata ordinata come bhikkhuni (una suora buddista completamente ordinata) in una linea del buddhismo tibetano nel 1981. Pema Chödrön è stata la prima donna americana a essere ordinata come monaca buddista nella tradizione del buddhismo tibetano.

In Tibet attualmente non esiste alcuna ordinazione di bikkhuni, ma il XIV Dalai Lama ha autorizzato i seguaci della tradizione del buddhismo tibetano a poter ordinare le donne.
L'ordinazione dell bikkhuni è stata sempre praticata invece nell'Asia orientale. Nel 1996, grazie agli sforzi compiuti dalla "Sakyadhita International Association of Buddhist Women" californiana (un'associazione di donne buddhiste) dieci donne singalesi sono state ordinate come bikkhuni a Sarnath. L'ordinazione di suore buddhiste ricominciò nuovamente nello Sri Lanka a partire dal 1998, dopo un periodo di rifiuto durato oltre 900 anni.

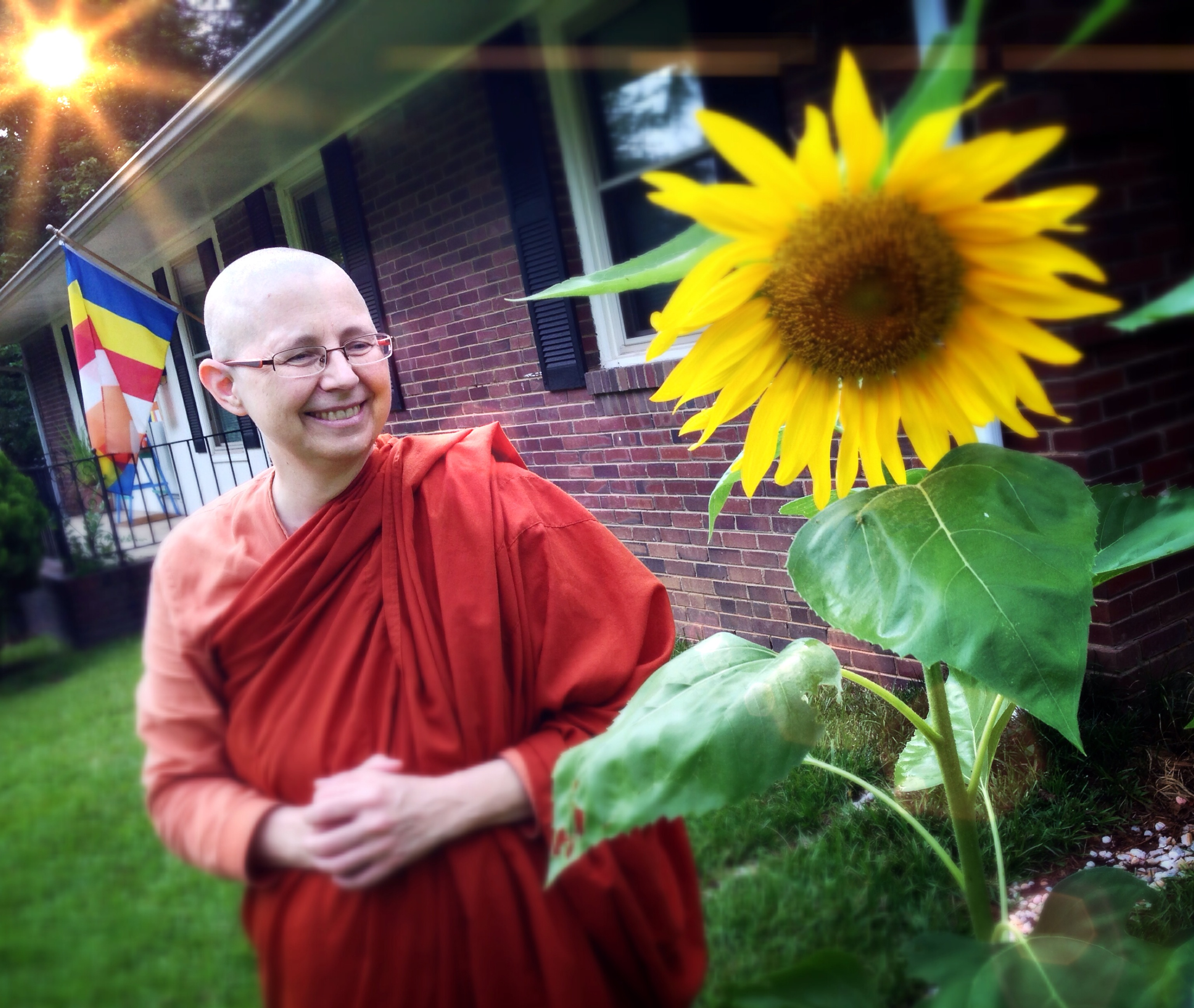
Ayya Sudhamma Bhikkhuni

Nel 2003 Ayya Sudhamma Bhikkhuni è diventata la prima donna statunitense a ricevere l'ordinazione direttamente nello Sri Lanka. Inoltre, il 28 febbraio dello stesso anno Dhammananda Bhikkhuni, precedentemente nota come Chatsumarn Kabilsingh, è diventata la prima donna thailandese moderna a ricevere l'ordinazione all'interno della tradizione del buddhismo Theravada; anch'ella è stata ordinata nello Sri Lanka.
La madre di Dhammananda, Voramai Kabilsingh (chiamata anche Ta Tao Fa Tzu), era diventata la prima donna thailandese a ricevere la completa ordinazione nella tradizione del buddhismo Mahāyāna a Taiwan nel 1971.
Una donna thailandese cinquantacinquenne, Varanggana Vanavichayen, è diventata la prima donna a essere ordinata bikkhuni in Thailandia nel 2002. Da allora in poi il consiglio Thai del buddhismo in Thailandia ha rivisto e revocato la legge secolare del 1928, che vietava l'ordinazione completa delle donne, in quanto anticostituzionale, essendo contraria alle leggi che proteggono la libertà di religione. Tuttavia i due principali ordini buddhisti Theravada, "Maha Nikaya" e "Dhammayuttika Nikaya", devono ancora accettare ufficialmente donne nei loro ranghi.
Nel 2009 per la prima volta in Australia quattro donne hanno ricevuto l'ordinazione come bikkhuni Theravada. Il rituale è stato eseguito a Perth, nel "Monastero Bodhinyana". La badessa Vayama, insieme alle venerabili Nirodha, Seri e Hasapanna sono state ordinate assieme ad altri novizi, in piena conformità con le Scritture del Vinaya Piṭaka.

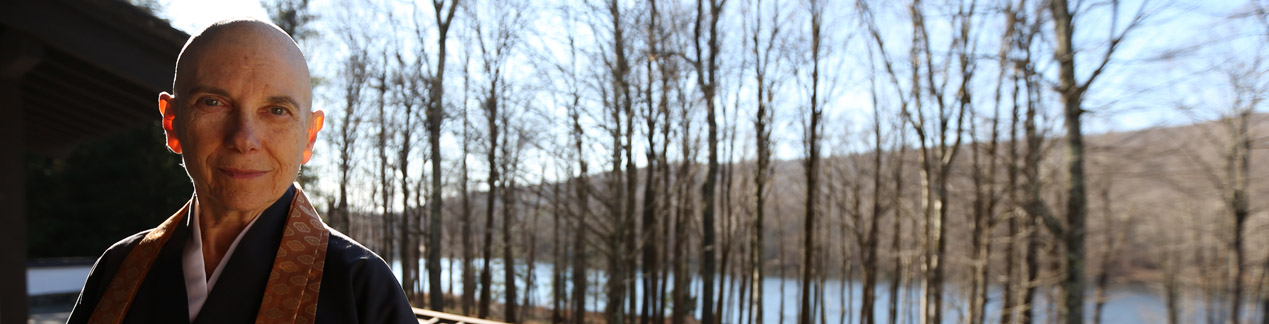
Sherry Chayat nel 2012

Nel 1997 è stato fondato a Boston il "Dhamma Cetiya Vihara" dalla venerabile Gotami (una thailandese); quando ella ha ricevuto l'ordinazione completa nel 2000 la sua dimora è preso diventata il primo centro del buddhismo Theravada aperto alle donne statunitensi. Nel 1998 Sherry Chayat, nata a Brooklyn, è diventata la prima donna americana a ricevere la trasmissione nella scuola Rinzai-shū

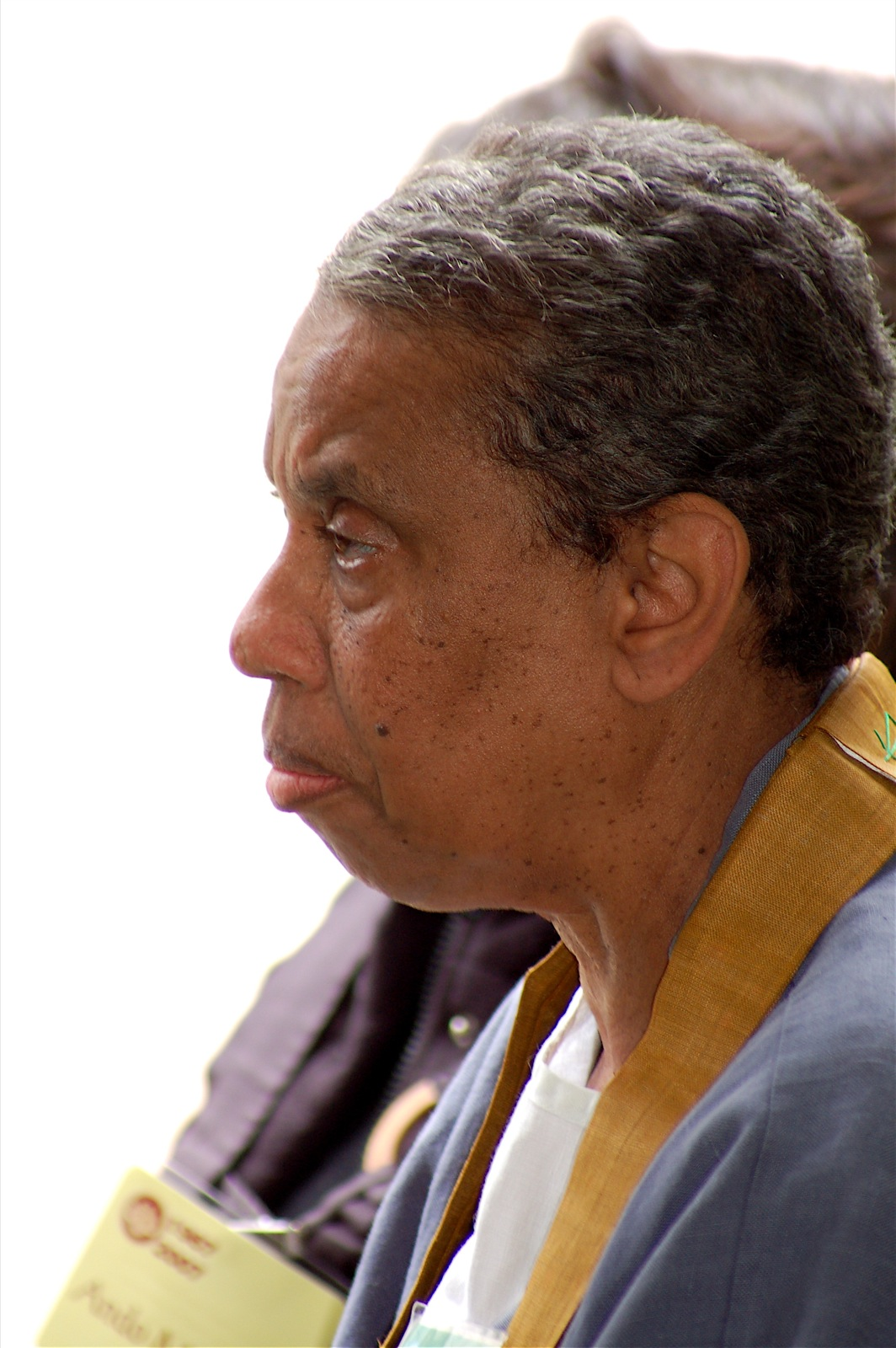
Merle Kodo Boyd nel 2007

Nel 2006 Merle Kodo Boyd, nata nel Texas, è diventata la prima donna afroamericana a ricevere la trasmissione del Dharma nel buddhismo Zen. Sempre in quello stesso anno, per la prima volta nella storia americana, si è tenuta una cerimonia di ordinazione buddhista in cui una donna statunitense (la bikkhuni Khanti-Khema) ha preso i voti di Sramanera direttamente da un monaco americano (Bhante Vimalaramsi); ciò è stato compiuto seguendo la tradizione buddhista statunitense in Missouri.
Nel 2010 è stato ufficialmente consacrato il primo convento del buddhismo tibetano in America (nel Vermont), che offre un'ordinazione iniziale femminile e che segue la linea del "Drikung Kagyu". La badessa del convento è Khenmo Drolma, una donna statunitense, la prima bikkhuni occidentale del "Drikung Kagyu", ordinata a Taiwan nel 2002. È stata anche la prima persona occidentale a essere stata eletta abate per il "Drikung Kagyu", nel 2004. Il convento non segue gli 8 Garudhammas (precetti specifici per le donne).
Nel 2010 in California quattro novizie hanno ricevuto l'ordinazione completa nella tradizione thailandese del buddhismo Theravada, comprendente la doppia cerimonia ufficiale di ordinazione; è stata la prima ordinazione di questo genere avvenuta in occidente. Nel corso del mese seguente altre bikkhuni sono state ordinate: Lakshapathiye Samadhi (nata nello Sri Lanka), Cariyapanna, Susila e Sammasati (tutte e tre nate nel Vietnam) e Uttamanyana (nata in Birmania).
La prima ordinazione di bikkhuni in Germania è stata quella di Samaneri Dhira nel 2015, seguendo la tradizione Theravada.
La prima ordinazione di bhikkuni theravada in Indonesia, dopo più di mille anni, si è verificata nel 2015 a Lembang, Giava Occidentale; le donne ordinate sono state Vajiradevi Sadhika Bhikkhuni dall'Indonesia, Medha Bhikkhuni dallo Sri Lanka, Anula Bhikkhuni dal Giappone, Santasukha Santamana Bhikkhuni dal Vietnam, Sukhi Bhikkhuni e Sumangala Bhikkhuni dalla Malaysia e Jenti Bhikkhuni dall'Australia.

## Giudaismo
Vi è stata una donna rabbino nel Chassidismo, Hannah Rachel Verbermacher (1805-88, conosciuta anche come la "vergine di Ludmig"), attiva dalla metà del XIX secolo in Ucraina.
Nel 1935 Regina Jonas venne ordinata privatamente da un rabbino tedesco e divenne così la prima donna ufficialmente dichiarata rabbino al mondo. Sally Priesand diventò il primo rabbino donna nell'ebraismo riformato nel 1972; Sandy Eisenberg Sasso è diventata il primo rabbino donna nell'ebraismo ricostruzionista nel 1974; Lynn Gottlieb è stata la prima donna a essere ordinata rabbino nel rinnovamento giudaico nel 1981; Amy Eilberg è stata la prima donna a essere ordinata nell'ebraismo conservatore nel 1985 e infine Tamara Kolton è la prima donna a essere stata ordinata nell'ebraismo laico umanista nel 1999.
All'interno dell'ebraismo conservatore, ricostruzionista, del rinnovamento e in quello umanista viene concessa generalmente l'ordinazione (la Semikhah) su una base paritaria con gli uomini.
Nel giugno del 2009 Avi Weiss ha ordinato Sara Hurwitz col titolo di "maharat" (un acronimo di "manhiga hilkhatit rukhanit Toranit") anziché con quello di rabbino. Nel mese di febbraio dell'anno seguente Weiss ha annunciato di cambiare "maharat" col titolo più familiare di "rabba"; l'obiettivo era quello di chiarire la posizione di Hurwitz come membro dell'"Hebrew Institute of Riverdale". La modifica è stata però criticata dall'Agudat Yisrael e dal Rabbinical Council of America il quale ha definito la mossa "al di là del confine dell'ebraismo ortodosso".
Nel 2009 Weiss ha fondato la "Yeshivat Maharat", una scuola appositamente dedicata alle donne ortodosse per darle la competenza adeguata nell'apprendimeno e nell'insegnamento del Talmud, nell'apprendere la legge ebraica e la sua applicazione nella vita quotidiana, nonché gli altri strumenti necessari per essere dei capaci leader ebraici. Nel 2015 Yaffa Epstein è stata ordinata come "rabba" dalla "Yeshivat Maharat".
Sempre nel 2015 Lila Kagedan è stata ordinata come rabbino dalla stessa organizzazione, non prima però di aver conseguito una laurea specifica. Huwitz continua a utilizzare il titolo "rabba" ed è considerata essere la prima rabbina ortodossa.
Tuttavia nell'autunno del 2015 il "Rabbinical Council of America" ha approvato una risoluzione che dichiara che i membri del consiglio con posizioni nelle istituzioni ortodosse non possono ordinare le donne nel rabbinato ortodosso, a prescindere dal titolo utilizzato, né assumere o ratificare l'assunzione di una donna a una posizione rabbinica in un'istituzione ortodossa, o un titolo implicante l'ordinamento rabbinico che possa essere utilizzato da un insegnante di studi sacri (Limudei Kodesh) in un'istituzione ortodossa.

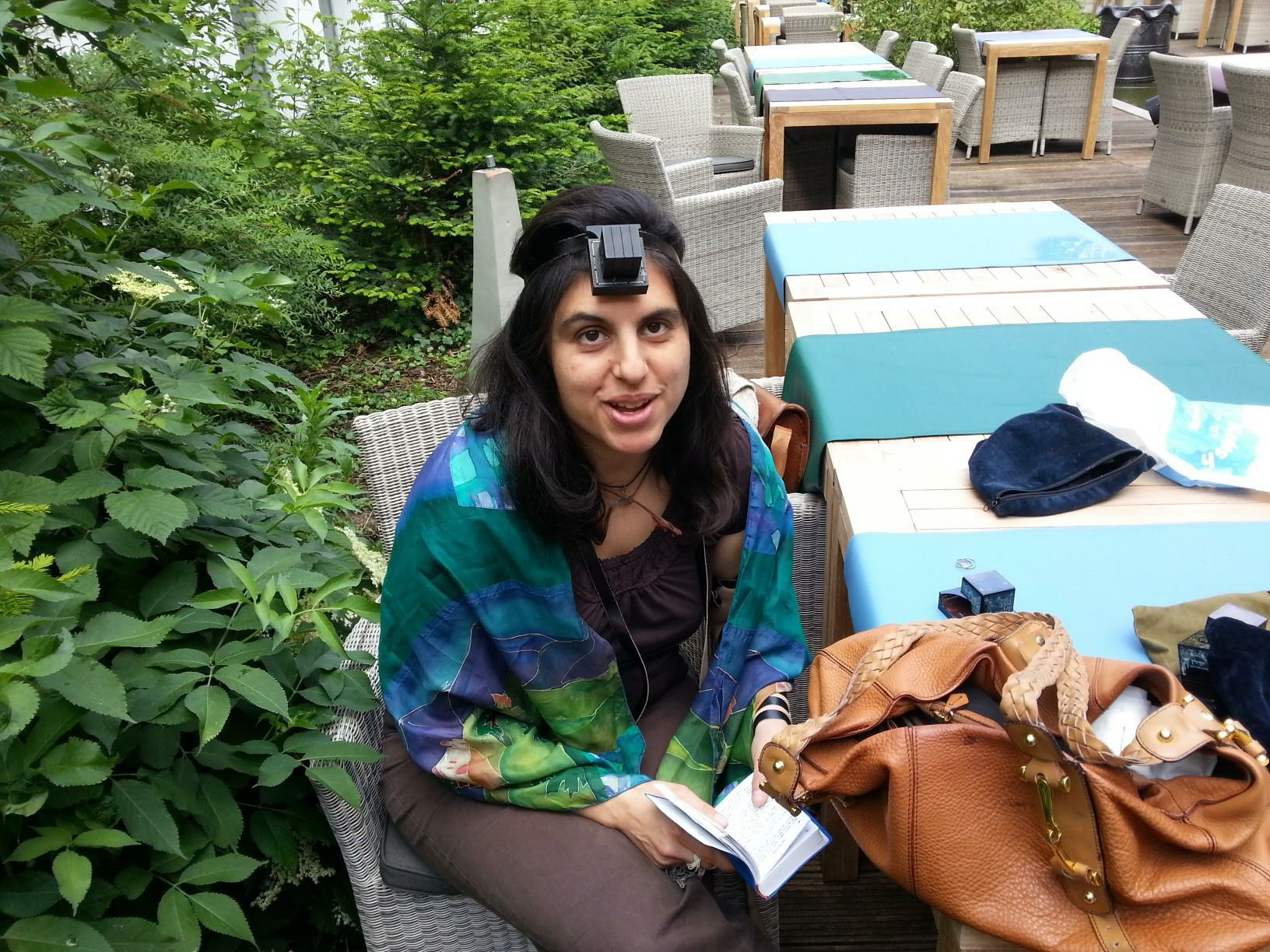
Rabbi Floriane Chinsky con i Tefillin

Similmente e in contemporanea l'""Agudath Israel of America" denuncia movimenti per far ordinare le donne ed è andato ulteriormente dichiarando che "Yeshivat Maharat", Yeshivat Chovevei Torah", "Open Orthodoxy" e altre entità affiliate non facciano di tutto per essere simili ad altri movimenti dissidenti nella storia ebraica nel rifiutare i principi fondamentali dell'ebraismo.
Solo gli uomini possono diventare cantori (Chazzan) nell'ebraismo ortodosso, mentre tutti gli altri tipi di ebraismo permettono i cantori femminili. Nel 1955 Betty Robbins, nata in Grecia, è diventata il primo cantore donna al mondo quando venne nominata dalla congregazione riformata a New York. Barbara Ostfeld è diventata il primo cantore femminile a essere ordinata nell'ebraismo riformato nel 1975.  Erica Lippitz e Marla Rosenfeld Barugel sono diventate i primi cantori femminili all'interno dell'ebraismo conservatore nel 1987.
Tuttavia la "Cantors Assembly", un'organizzazione professionale di cantori associati all'ebraismo conservatore, non consentì alle donne di aderire fino al 1990. Nel 2001 Deborah Davis è diventata il primo cantore donna all'interno del ebraismo laico umanista. Sharon Hordes è diventata la prima donna cantore all'interno dell'ebraismo ricostruzionista nel 2002. Avitall Gerstetter, che vive in Germania, è diventata il primo cantore femminile per il rinnovamento giudaico nel 2002.
Susan Wehle è stata la prima donna cantore statunitense nel "rinnovamento" nel 2006. Le prime donne statunitensi a venire ordinate come cantori nel "rinnovamento" dopo Wehle sono state Michal Rubin e Abbe Lyons nel 2010.

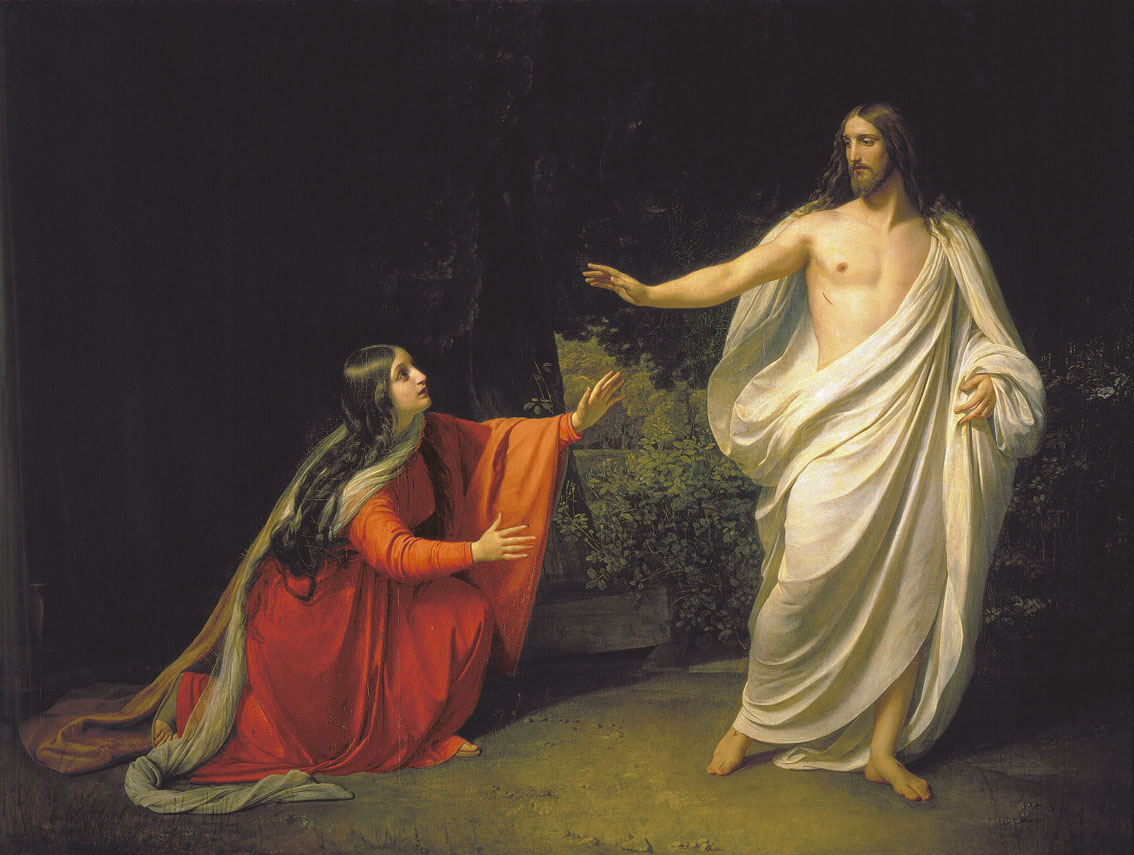
Il primo testimone a vedere Cristo risorto fu Maria Maddalena. Dipinto di Aleksandr Andreevič Ivanov (1835)

## Cristianesimo
Nelle tradizioni liturgiche del cristianesimo, tra cui quella della Chiesa cattolica, della Chiesa ortodossa, delle Chiese ortodosse orientali, del luteranesimo e dell'anglicanesimo l'espressione "ordinazione" si riferisce più strettamente alle possibilità in cui una persona è inclusa in uno degli ordini di vescovo, sacerdote o diacono. Questi tre gradi sono di natura divino-apostolica, cioè derivano sia dalle Scritture sia dalla Tradizione della Chiesa nascente, nonché dagli apostoli e da Gesù stesso. Ciò si distingue dal processo di consacrazione agli ordini religiosi, vale a dire monache e monaci i quali rimangono aperti sia alle donne sia agli uomini. Alcune confessioni del protestantesimo interpretano l'ordinazione più in generale come l'accettazione di una persona al lavoro pastorale.
Gli storici Gary Macy, Kevin Madigan e Carolyn Osiek hanno identificato casi documentati di donne ordinate alle origini del cristianesimo. La Lettera ai Romani 16:1 di Paolo di Tarso, scritta nel I secolo, menziona una diaconessa. Tuttavia la maggior parte degli esegeti crede che si tratti della moglie di un diacono, o ancora di una diaconessa con compito di servizio. Infatti il termine diacono in greco può avere anche solo il significato di servizio. Inoltre i termini dei tre gradi dell'ordine (diaconato, presbiterato ed episcopato) sono nella Scrittura inizialmente vaghi e mutevoli, tale per cui occorre la Tradizione della Chiesa nascente, che risale agli Apostoli e a Gesù stesso per una retta interpretazione della Scrittura. Ci sono infine alcuni che pur ammettendo l'accesso delle donne al diaconato non ammettono tuttavia l'accesso agli altri ordini, data l'assenza nella Scrittura. Ci sono pertanto pochi riferimenti nella Scrittura per valutare la questione e troppi a svantaggio dell'accesso delle donne agli ordini sacri.
Nel 494 in risposta ai rapporti giunti su donne che servivano agli altari nell'Italia meridionale Papa Gelasio I scrisse una lettera che condannava la partecipazione femminile alla celebrazione dell'eucaristia, un ruolo che riteneva dovesse essere riservato esclusivamente agli uomini.

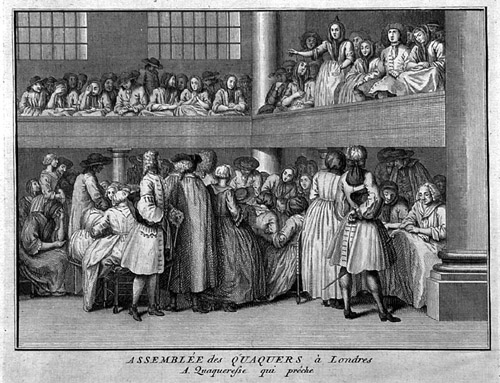
Assemblea di uomini e donne del Quaccherismo nel 1723

Nella riforma protestante l'autorità costituita dalla Bibbia supera quella del Papa e delle altre figure storiche della Chiesa, nonché della Tradizione della Chiesa nascente, dei Padri della Chiesa. Essi prediligono una interpretazione più libera della Bibbia, senza tuttavia prendere in considerazione i dati della Tradizione da cui la Bibbia stessa nasce, cioè prescindendo da quanto gli apostoli hanno insegnato alle prime Chiese.
(- George Fox.)
L'ordinazione delle donne è stata una questione controversa nei tempi recenti; mentre molte confessioni cristiane hanno risposto positivamente alle concezioni moderne della parità e dell'uguaglianza di genere, per quanto i contrari non neghino l'uguaglianza di genere, ma piuttosto la possibilità dotteinale, a procedere dalla Scritture. Alcuni tradizionalisti, a partire da ciò, assumono una visione più conservatrice e si oppongono all'ammissione delle donne al sacerdozio. Ad esempio alcuni esponenti dell'anglo-cattolicesimo o dell'evangelicalismo, mentre teologicamente rimangono molto differenti, condividono il rifiuto nei confronti dell'ordinazione femminile.
I cristiani evangelici che sottolineano l'infallibilità delle Scritture fondano la loro opposizione all'ordinazione femminile in parte sugli scritti di Paolo di Tarso, come la Lettera agli Efesini 5:23 e la Prima lettera a Timoteo 2:11-15, che sembra richiedere una leadership maschile della Chiesa.
I cattolici e gli ortodossi tradizionali fanno notare la scelta degli apostoli e dei discepoli (tutti uomini) compiuta da Gesù Cristo come prova della sua intenzione di una successione apostolica esclusivamente maschile, come affermato anche da Padri della Chiesa come Tertulliano e ribadito nella dichiarazione dello Stato della Città del Vaticano nel 1976 sulla questione dell'ammissione delle donne al sacerdozio ministeriale.
Inoltre, il sacerdozio femminile rappresenta un problema teologico dal punto di vista della transustanziazione eucaristica: quando trasforma il pane e il vino nel Corpo e nel Sangue di Cristo, il sacerdote celebra ex opere operato e in persona Christi. Essendo Cristo vero Dio e vero Uomo, si richiede che a incarnare la Sua persona, in anima e corpo, sia un uomo e non una donna.
I sostenitori dell'ordinazione femminile sottolineano invece il ruolo di figure femminili notevoli presenti nella Bibbia come Febe, Giunia (considerata apostola da Paolo) e altre citate nella Lettera ai Romani 16:1, le discepole di Gesù e le donne presenti alla crocifissione di Gesù le quali furono anche le prime testimoni della risurrezione di Cristo, come testimonianza dell'importanza delle donne come leader all'interno della Chiesa primitiva.

### Anglicanesimo
Nel 1917 la Chiesa d'Inghilterra autorizzò le donne come lettrici laiche chiamate "messaggere del vescovo", molte delle quali anche delle chiese, ma non ci si spinse fino al punto di ordinarle.
Dal 1930 al 1978 l'"Anglican Group for the Ordination of Women to the Historic Ministry" promosse l'ordinazione femminile all'interno della Chiesa inglese.
All'interno della comunione anglicana la maggioranza delle province ordina donne sia come diaconi sia come sacerdoti.
Le prime tre donne a essere state ordinate come sacerdoti nella comunione anglicana furono Florence Li Tim-Oi nel 1944 e Jane Hwang e Joyce M. Bennett nel 1971 a Hong Kong.
Il 24 luglio del 1974 i vescovi Daniel Corrigan, Robert L. DeWitt e Edward R. Welles della Chiesa episcopale degli Stati Uniti d'America, assieme con il vescovo Antonio Ramos della Costa Rica, ordinarono undici donne come sacerdoti in una cerimonia che era ampiamente "irregolare", in quanto le donne non avevano la "raccomandazione del comitato permanente", un prerequisito caconico per l'ordinazione. Le "Philadelphia Eleven", il nome con cui divennero note, erano Merrill Bittner, Alison Cheek, Alla Bozarth (Campell), Emily C. Hewitt, Carter Heyward, Suzanne R. Hiatt, Marie Moorefield, Jeannette Piccard, Betty Bone Schiess, Katrina Welles Swanson e Nancy Hatch Wittig.
Inizialmente in contrasto con il sinodo generale anglicano, le ordinazioni hanno ricevuto l'approvazione della "Conferenza generale della Chiesa episcopale" nel settembre del 1976; essa approvò anche l'ordinazione femminile sia al sacerdozio sia all'episcopato. Come prima reazione molti sacerdoti e laici opposti al "Congress of St. Louis" tentarono di creare una Chiesa anglicana rivale negli USA e in Canada; ma, nonostante i piani per avere una Chiesa unita nordamericana, il risultato fu la suddivisione in diverse chiese continentali anglicane, che oggi fanno parte del "Continuing Anglican movement".

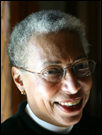
Barbara Harris

La prima donna ad assumere la carica vescovile nella comunione anglicana è stata Barbara Harris, eletta vescovo suffragante nella diocesi episcopale del Massachusetts nel 1988 e ordinata nel febbraio seguente. La maggioranza delle province anglicane oggi consente l'ordinazione dell'episcopato femminile e, a partire dal 2014, le donne servono e operano come vescovi nella Chiesa episcopale degli Stati Uniti d'America, nella Chiesa anglicana del Canada, nella Chiesa anglicana a Aotearoa, Nuova Zelanda e Polinesia, nella Chiesa anglicana d'Australia, nella Chiesa d'Irlanda, nella Chiesa anglicana dell'Africa meridionale, nella Chiesa dell'India del Sud, nella Chiesa del Galles e nella Chiesa episcopale di Cuba.
Nel 2015 Libby Lane, una delle prime 32 donne ordinate presbitere dalla Chiesa d'Inghilterra nel 1994, divenne la prima a ricevere la consacrazione episcopale
Sempre nel 2015 Rachel Treweek è stata consacrata come primo vescovo diocesano anglicano nella diocesi di Gloucester. Lei e Sarah Mullally, vescovo di Crediton, sono state le prime donne a venire consacrate e ordinate vescovo nella cattedrale di Canterbury.. In quello stesso anno Treweek è diventata anche la prima donna a sedere alla Camera dei Lord tra i Lord spirituali, rendendola la più anziana donna ordinata nella Chiesa inglese.

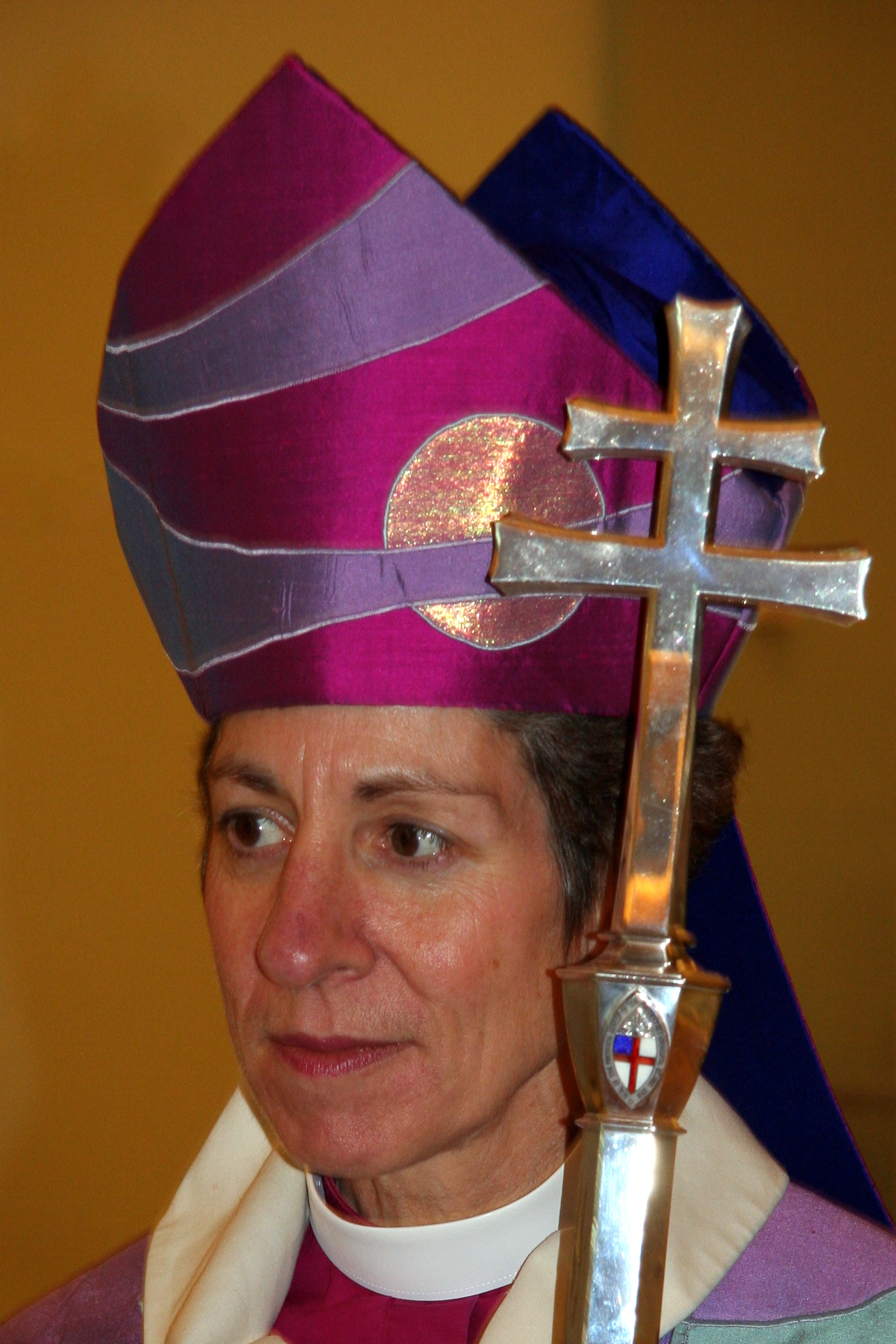
Katharine Jefferts Schori è stata eletta nel 2006 come primo presidente vescovo femminile nella storia della Chiesa episcopale degli Stati Uniti d'America e anche come primo primate femminile all'interno della comunione dell'anglicanesimo

Il 28 giugno del 2006 la Chiesa episcopale è diventata la prima provincia anglicana a eleggere una donna, il reverendo anziano Katharine Jefferts Schori, come primate (capo di una provincia anglicana), chiamata "presidente vescovo" negli USA.

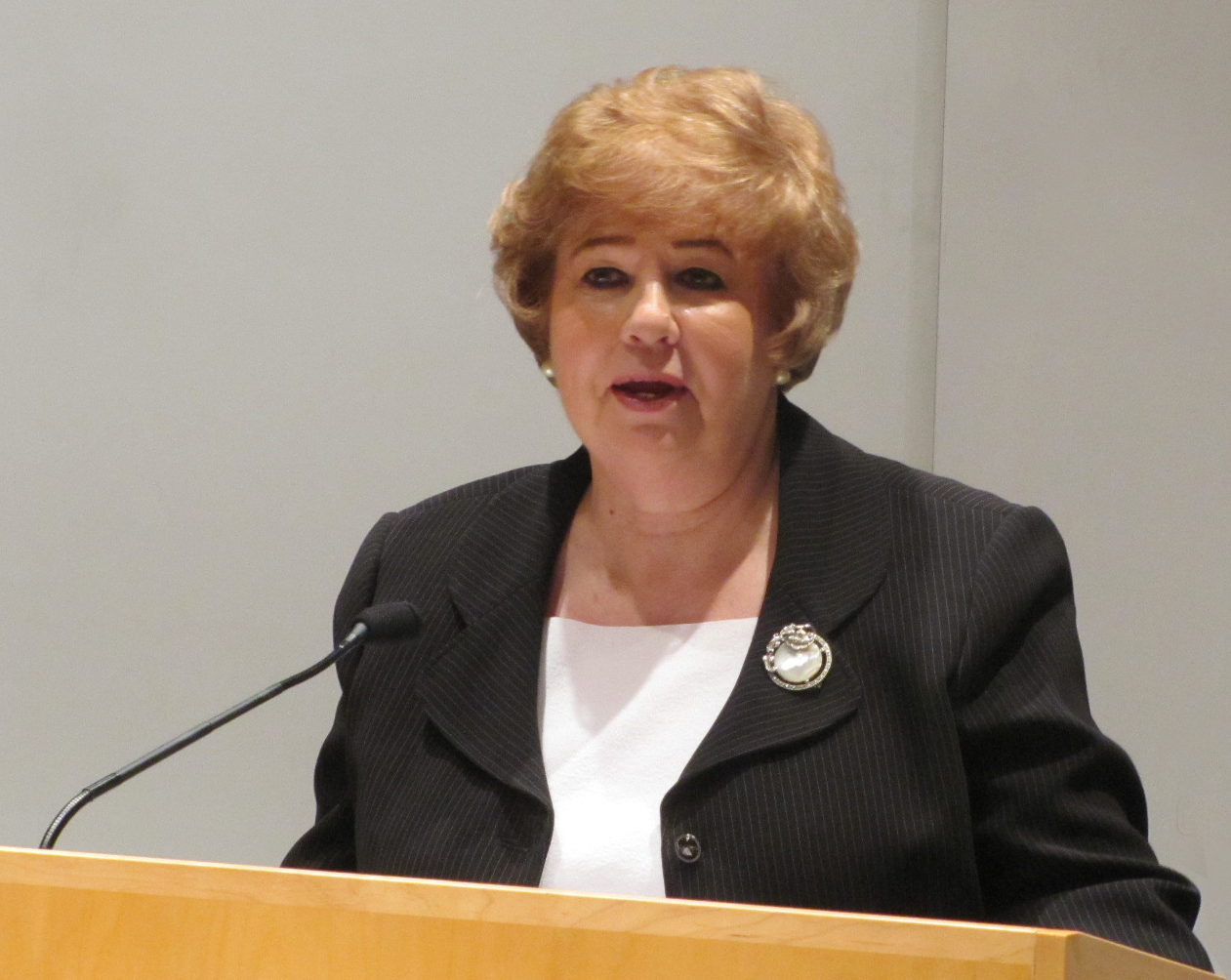
Gail E. Mengel

### Comunità di Cristo
La Comunità di Cristo ha adottato la pratica dell'ordinazione femminile fin dal 1984; questa fu una delle ragioni dello scisma tra la Comunità e il movimento "Restoration Branches", che era in gran parte composto da membri della Comunità. Essi si sono rifiutati di accettare questo sviluppo e altri cambiamenti dottrinali avvenuti in quello stesso periodo.
Ad esempio la Comunità ha cambiato il nome di alcuni dei suoi uffici sacerdotali. Nel 1998 Gail E. Mengel e Linda L. Booth sono diventate le prime due donne apostoli della Comunità. Alla conferenza mondiale della Chiesa nel 2007 Becky Lee Savage è stata ordinata come prima donna a servire in qualità di "Primo Presidente". Nel 2013 Booth è diventata la prima donna eletta per servire come presidente nel "Consiglio dei Dodici".

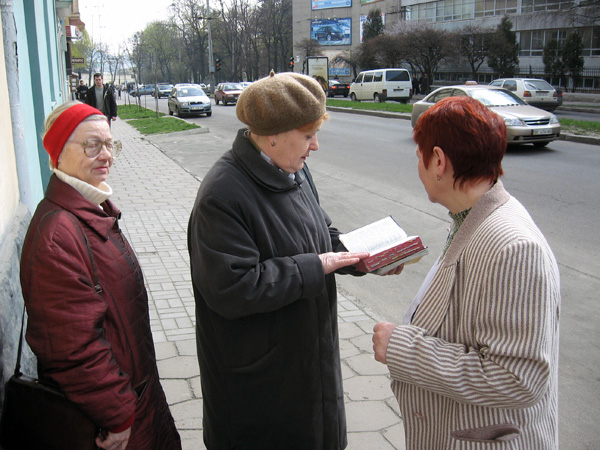
Due donne dei Testimoni di Geova che predicano per la strada

### Testimoni di Geova
I Testimoni di Geova considerano il battesimo pubblico qualificato per rappresentare l'ordinazione del battezzato, dopo di che è immediatamente considerato un ministro ordinato. Nel 1941 la Corte suprema del Vermont ha riconosciuto la validità di questa ordinazione per un Testimone.. La maggior parte dei Testimoni che predicano porta a porta sono donne le quali vengono comunemente ordinate come ministri a tempo pieno, sia per evangelizzare in qualità di "pionieri" o "missionari" sia per servire nelle loro sedi.
Tuttavia i diaconi ("servi ministeriali") devono essere uomini e solamente un uomo adulto battezzato può eseguire un battesimo, un funerale o un matrimonio. All'interno della congregazione un ministro donna può condurre solo la preghiera o l'insegnamento, quando ne esiste una necessità particolare, e deve farlo portando un copricapo cristiano.

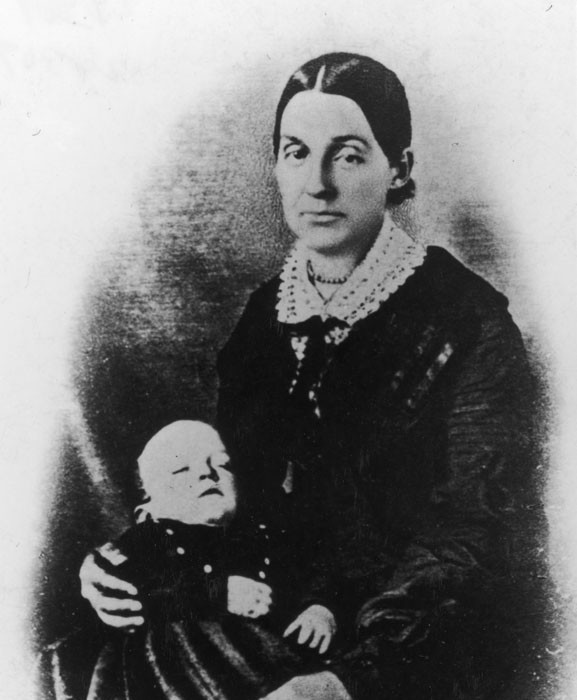
Emma Smith, moglie di Joseph Smith, fu la prima presidentesa generale della "Società di Soccorso"

### Mormonismo
La Chiesa di Gesù Cristo dei Santi degli Ultimi Giorni non ordina le donne. Alcuni (in particolare gli ex membri D. Michael Quinn e Margaret Toscano) hanno sostenuto che la Chiesa ha ordinato le donne in passato e che quindi ha attualmente il potere e il dovere di farlo. Non esistono registrazioni note di tutte le donne che sono state ordinate al sacerdozio.
Le donne mantengono comunque un ruolo di rilievo all'interno della Chiesa, compreso il loro lavoro nella "Società di soccorso" (Relief Society), che è una delle più grandi e durature organizzazioni femminili del mondo. Le donne servono, così come gli uomini, in posizioni non retribuite che riguardano l'insegnamento, l'amministrazione, il servizio missionario, gli impegni umanitari e altre funzioni. Le donne spesso offrono preghiere e pronunciano prediche durante i servizi domenicali.
"Ordain Women", un gruppo di attiviste femministe principalmente mormoni è stato fondato dall'esponente del femminismo Kate Kelly nel marzo del 2013; esso sostiene l'estensione delle ordinazioni sacerdotali anche alle donne.

### Cattolicesimo liberale
Di tutte le chiese del movimento cattolico liberale solo la Chiesa originale, la Chiesa cattolica liberale sotto il vescovo Graham Wale, non ordina le donne. La posizione della Chiesa è che, anche se volesse ordinare le donne, non ha l'autorità per farlo e che non sarebbe possibile che una donna possa diventare prete anche se avesse attraversato la cerimonia di ordinazione. Il ragionamento che sta dietro questa credenza è che il corpo femminile non incanala efficacemente le energie maschili di Cristo, autentico ministro di tutti i sacramenti.
Il sacerdote dev'essere in grado di condurre le energie cristiche per poter confermare e dare così validità al sacramento; pertanto i sacerdoti debbono essere uomini. Nel discutere il sacramento dell'ordine sacro nel suo libro Scienza dei sacramenti il secondo presidente nonché esponente della teosofia vescovo Charles Webster Leadbeater ha confermato che le donne non potevano essere ordinate; ha inoltre osservato che Cristo non ha lasciato alcuna indicazione sul fatto che le donne potessero diventare sacerdoti e che solo Cristo stesso potrebbe modificare una tale disposizione.

### Chiesa ortodossa
La Chiesa ortodossa segue una linea di ragionamenti del tutto simile a quella della Chiesa cattolica rispetto all'ordinazione di vescovi e sacerdoti e non consente l'ordinazione delle donne a quegli ordini.
Il teologo ortodosso Thomas Hopko e Evangelos Theodorou hanno sostenuto che le diaconesse erano completamente ordinate nell'antichità. K. K. Fitzgerald ha seguito e ampliato la ricerca di Theodorou; il vescovo della Metropolia e teologo Kallistos Ware ha scritto:
L'8 ottobre del 2004 il Santo Sinodo della Chiesa greco-ortodossa ha votato per consentire la nomina di diaconesse monastiche, cioè donne che provvedono e assistono alla liturgia all'interno dei propri monasteri, ma ha reso ben chiaro che il rito era un χειροτονία (Appuntamento), non un χειροθεσία (ordinazione).
Vi è una forte tradizione monastica, perseguita da uomini e donne all'interno dell'ortodossia, dove sia i monaci sia le suore conducono identiche vite spirituali. A differenza della vita religiosa cattolica latina, che possiede una miriade di tradizioni contemporanee attive (l'ordine di San Benedetto, l'ordine cistercense, l'ordine dei frati predicatori, l'ordine francescano e la compagnia di Gesù) quella dell'Oriente Cristiano nella sua generalità è rimasta generalmente ascetica e monastica, basandosi principalmente sulla tradizione del cristianesimo siriaco, dei padri del deserto e della regola benedettina.

### Protestantesimo
La dottrina teologica fondamentale delle Chiese riformate e del protestantesimo in generale è quella del "sacerdozio di tutti i credenti", considerata essere talmente importante da essere definita come una "squillante verità della Scrittura":
La maggior parte delle confessioni protestanti richiede che i pastori. i ministri, i diaconi e gli anziani siano formalmente ordinati. Il teologo riformatore tedesco Martin Bucer, per esempio, ha citato la Lettera agli Efesini 4:11-13 e altre Lettere di Paolo a sostegno di questa interpretazione.
Mentre il processo di ordinazione varia tra le confessioni, assieme all'ufficio specifico da assumere nella Chiesa, esso può richiedere una formazione preparatoria come il seminario o l'istituto biblico, l'elezione da parte della congregazione o la nomina da parte di un'autorità superiore con le conseguenti aspettative di un livello di vita superiore a quello standard Per esempio la Good News Translation della Lettera di Giacomo 3:1 dice: "amici miei, non molti di voi dovrebbero diventare insegnanti poiché, come sapete, noi insegnanti saremo giudicati con maggiore rigore degli altri".
Solitamente questi ruoli erano maschili, tuttavia il quaccherismo ha ordinato le donne in dalla sua fondazione nella metà del XVII secolo. Il ministero femminile è stato parte della tradizione del metodismo in Gran Bretagna per oltre 200 anni. Alla fine del XVIII secolo in Inghilterra il teologo John Wesley permise alle donne di essere detentrici di un ufficio ecclesiastico e predicatrici.

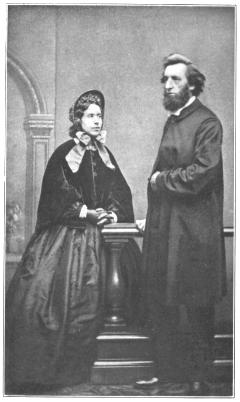
Catherine Mumford e William Booth nel 1862

L'esercito della Salvezza ha consentito l'ordinazione femminile fin dalla sua fondazione avvenuta nel 1865, anche se ha costituito un argomento molto controverso tra William Booth e Catherine Mumford. Il 4°, il 13° e il 19° generale dell'Esercito sono stati delle donne.
Molte confessioni protestanti, come i "Battisti del libero arbitrio" (Free Will Baptist), sono impegnati nel governo congregazionale generale e riservano il potere di ordinare i ministri alle congregazioni locali. A causa di ciò, se non esiste un divieto a livello confessionale nei riguardi dell'ordinazione femminile, le congregazioni possono farlo, mentre altre della medesima confessione potrebbero non considerare di fare altrettanto. Una famosa predicatrice dei Battisti del libero arbitrio è stata Clarissa Danforth, che è diventata pastore di Burrillville nel 1817, dopo la morte di John Colby.
Nel corso del secolo scorso un numero sempre crescente di confessioni cristiane ha iniziato a ordinare le donne al ministero sacerdotale. La Chiesa d'Inghilterra ha incaricato lettori laici femminili già durante la prima guerra mondiale. Più tardi la Chiesa unita del Canada (nel 1936) e la Chiesa metodista unita (nel 1956) cominciarono a ordinare le donne.

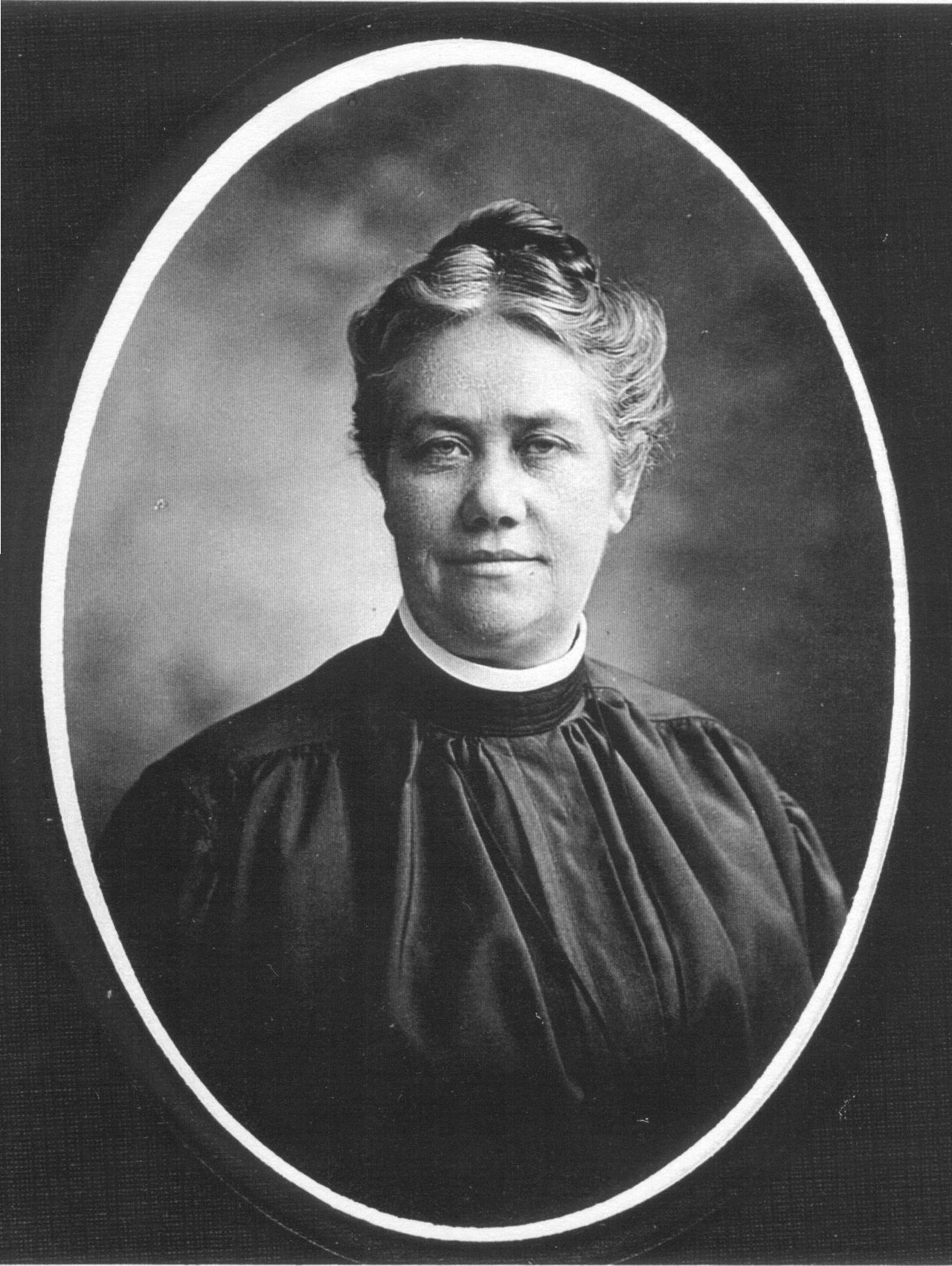
Alma Bridwell White

Nel 1918 Alma Bridwell White, a capo della "Pillar of Fire International" metodista, è diventata la prima donna a essere ordinata vescovo negli Stati Uniti d'America.
Ai giorni nostri oltre la metà di tutte le confessioni protestanti statunitensi contemplano l'ordinazione femminile, ma alcune di esse limitano le posizioni ufficiali che una donna può sostenere. Ad esempio alcune donne possono essere ordinate come cappellano militare o ospedaliero, ma vietano loro di servire in ruoli congregazionali: più di un terzo di tutti gli studenti dei seminari (e in alcuni casi quasi la metà) sono donne.
Le confessioni protestanti che rifiutano di ordinare le donne lo fanno spesso basandosi sulle scritture del Nuovo Testamento, interpretandole come proibizione per le donne di ricoprire ruoli ecclesiali che richiedono l'ordinazione. Una considerazione particolarmente importante è il modo in cui la Prima lettera a Timoteo 2:12 è tradotta e interpretata; il dibattito su come sia meglio interpretare questo versetto è intenso e continuo. Argomenti relativi al contesto e alle parole in lingua greca sono state utilizzate contro l'interpretazione letterale compiuta da alcuni.

#### Episcopato femminile nella Comunione anglicana e nella Chiesa episcopale
Nel 1989: Barbara Clementine Harris, vescovo del Massachusetts della Chiesa episcopale degli Stati Uniti d'America
Nel 1990: Penelope Ann Bansall Jamieson, vescovo della diocesi di Dunedin (Nuova Zelanda)
Nel 1992: Jane Dixon, vescovo suffraganeo di Washington, della Chiesa Episcopale statunitense
Nel 1993: Victoria Matthews, vescovo suffraganeo della diocesi di Toronto, consacrata nel febbraio del 1994
Nel 2003: Gayle Harris, vescovo del Massachusetts della Chiesa episcopale statunitense
Nel 2006: Katharine Jefferts Schori, Primate della Chiesa Episcopale statunitense
Nel 2007: Nerva Cot Aguilera, vescovo della Chiesa Episcopale di Cuba
Nel 2008: Jane Alexander, vescovo della diocesi di Edmonton (in Canada)
Nel 2007: Mary Gray-Reeves, vescovo della diocesi di El Camino Real (in California) della Chiesa Episcopale statunitense
Nel 2008: Kay Goldsworthy, vescovo ausiliario per la diocesi di Perth (in Australia); dal 2013 vescovo titolare della medesima diocesi
Nel 2008: Barbara Darling, vescovo della diocesi di Melbourne
Nel 2009: Jana Jeruma-Grinberga, per la chiesa anglicana di Riga, primo vescovo donna britannico

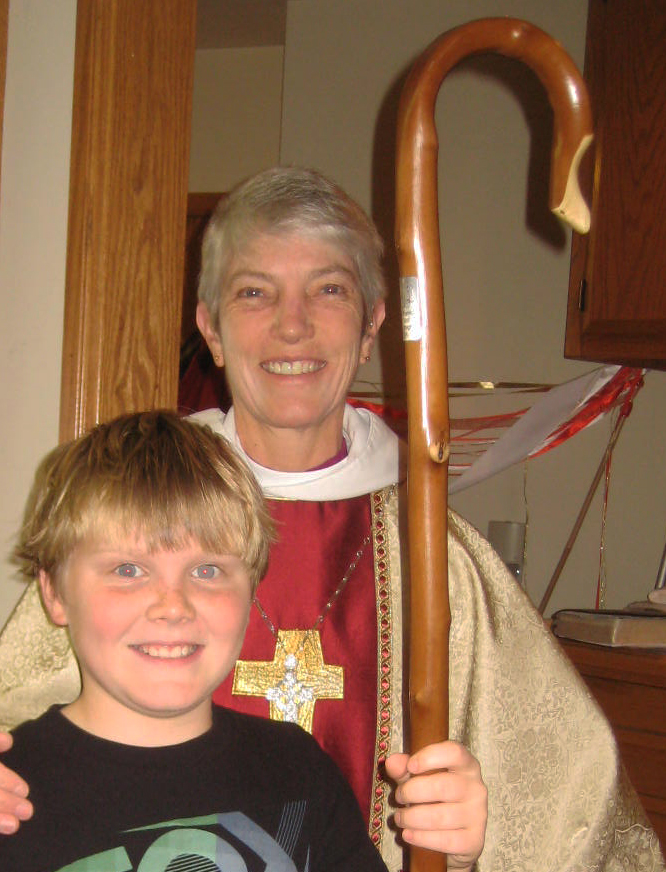
Mary Glasspool, la prima donna vescovo apertamente lesbica statunitense

Nel 2010: Mary Glasspool, vescovo suffraganeo di Los Angeles della Chiesa Episcopale statunitense
Nel 2011: Mariann Budde, vescovo di Washington|Washington della Chiesa Episcopale statunitense
Nel 2012: Eileen Harrop, vescovo di Singapore
Nel 2012: Ellinah Wamukoya, vescovo della diocesi di Swaziland (della Chiesa anglicana dell'Africa meridionale)
Nel 2012: Margaret Brenda Vertue, vescovo della diocesi di False Bay (in Sudafrica), della Chiesa anglicana dell'Africa meridionale
Nel 2015: Libby Lane, primo vescovo della Chiesa d'Inghilterra.

##### Episcopato femminile nel Metodismo
Nel 1980, Marjorie Matthews, vescovo del Wisconsin della Chiesa Metodista Unita
Nel 1984: Leontine Kelly, il primo vescovo donna afroamericana, vescovo di San Francisco della Chiesa Metodista Unita
Nel 1984: Judith Craig, vescovo del Michigan della Chiesa Metodista Unita
Nel 1996: Janice Riggle Huie, vescovo dell'Arkansas della Chiesa Metodista Unita
Nel 2000: Vashti McKenzie, primo vescovo donna nell'African Methodist Episcopal (AME) Church
Nel 2004: Minerva G. Carcaño, primo vescovo donna ispanica della Chiesa Metodista Unita
Nel 2004: Carolyn Tyler Guidry, vescovo dell'African Methodist Episcopal (AME)
Nel 2005: Rosemarie Wenner, vescovo della Chiesa evangelica metodista (EmK) in Germania
Nel 2008: Mildred "Bonnie" Hines, primo vescovo donna nell'African Methodist Episcopal Zion Church
Nel 2008: Joaquina Filipe Nhanala, vescovo del Mozambico per la Chiesa Metodista Unita
Nel 2010: Teresa E. Snorton, primo vescovo donna nella Chiesa cristiana metodista episcopale

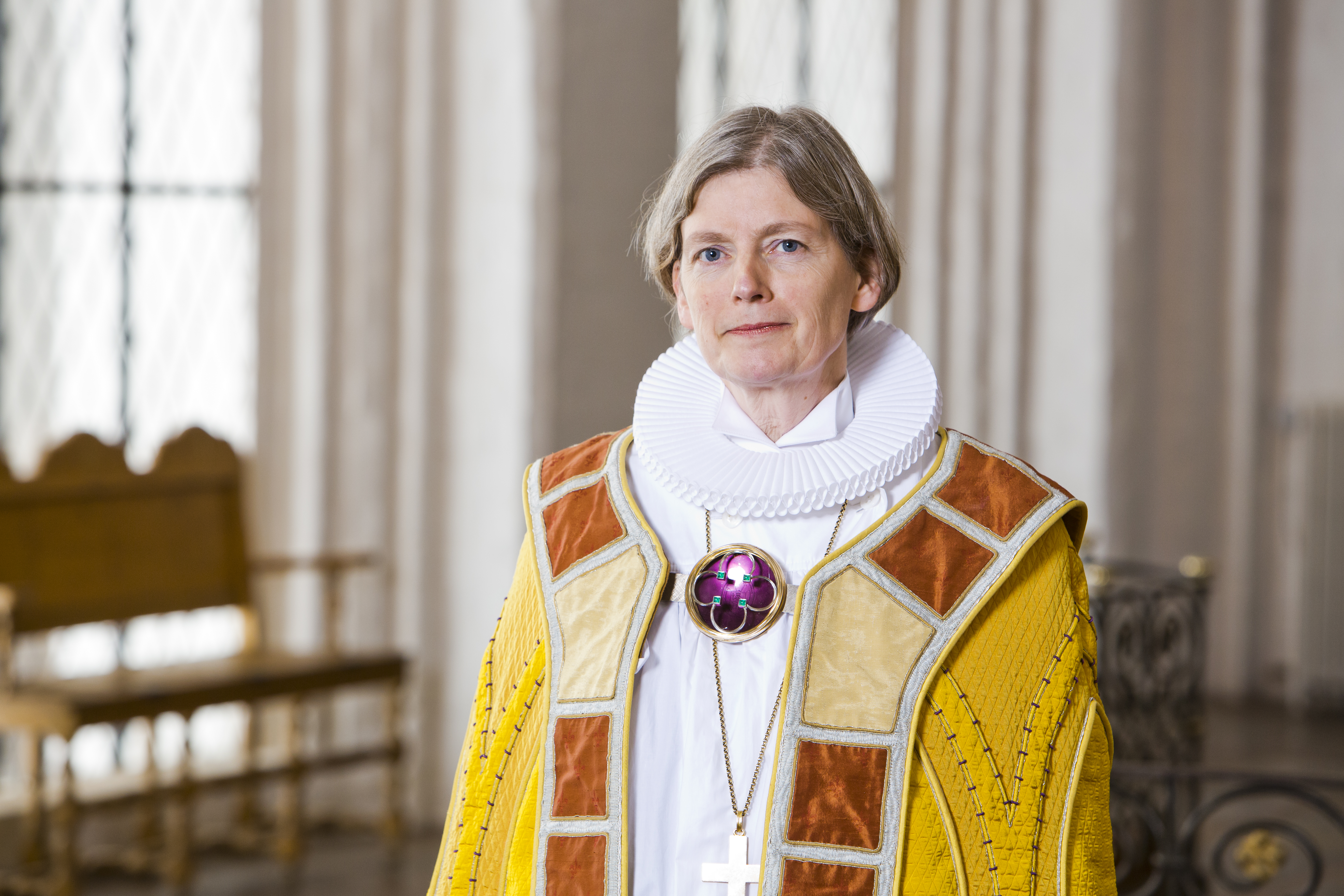
Tine Lindhardt, vescovo della Chiesa di Danimarca

#### Luteranesimo
La Chiesa di Danimarca divenne il primo corpo luterano a ordinare le donne, nel 1948. Ogni corpo del luteranesimo è libero di decidere autonomamente. Tra i tre principali sinodi americani, la Chiesa evangelica luterana in America (ELCA), la Chiesa luterana-sinodo del Missouri (LCMS) e il Sinodo luterano evangelico del Wisconsin (WELS), solo l'ELCA ordina le donne.

##### Episcopato femminile nell'Evangeliclismo e nel Luteranesimo
Nel 1992: Maria Jepsen, vescovo della Chiesa evangelica dell'Elba settentrionale (NEK) in Germania

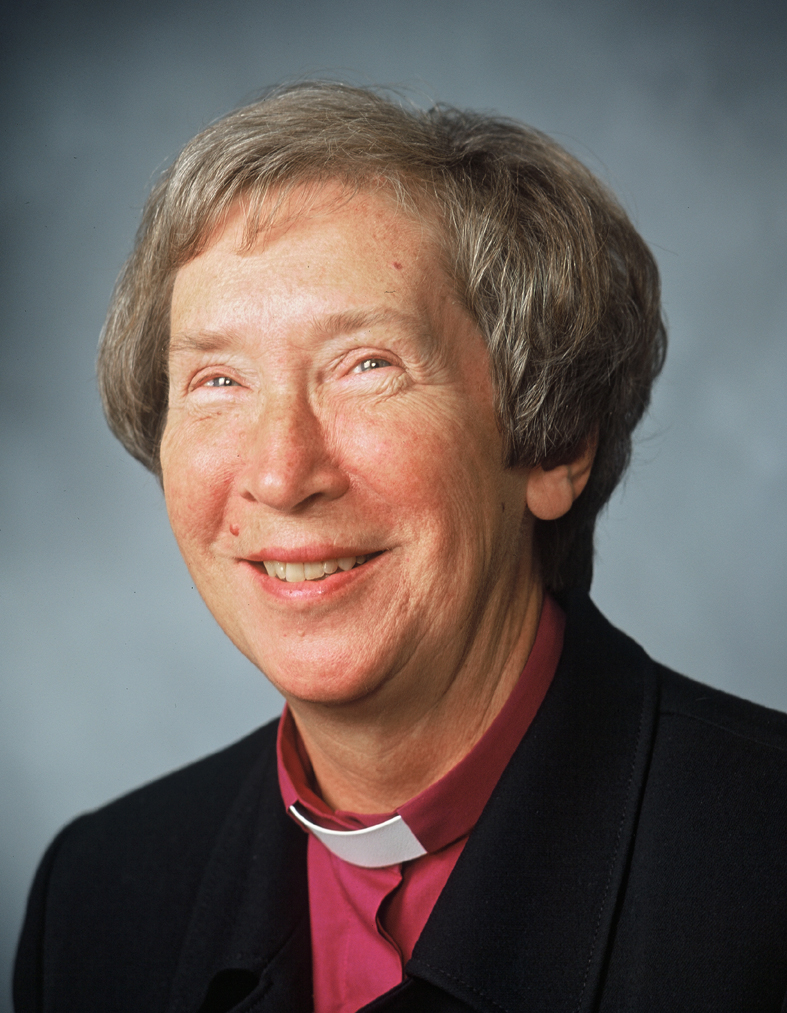
Rosemarie Köhn, vescovo emerito della Chiesa di Norvegia

Nel 1993, Rosemarie Kohn, vescovo della diocesi di Hamar, della Chiesa di Norvegia
Nel 1995: Lise-Lotte Rebel, vescovo di Helsingør, della Chiesa di Danimarca
Nel 1995: Sofie Petersen, vescovo della Groenlandia, della Chiesa di Danimarca

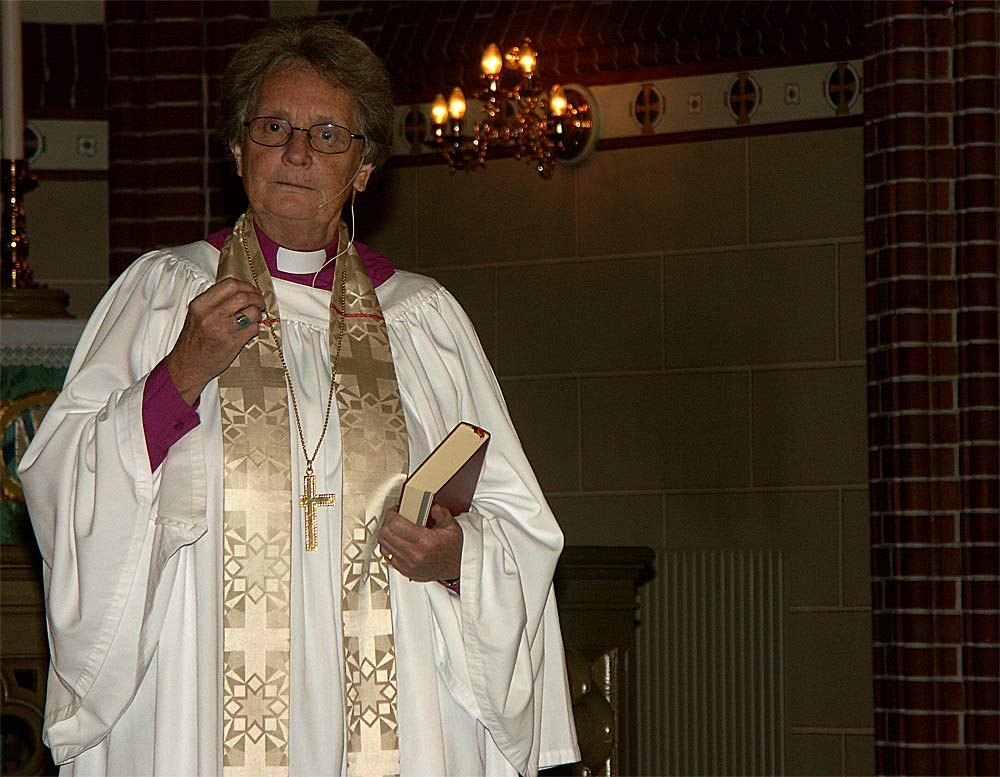
Christina Odenberg, vescovo luterano della Chiesa di Svezia

Nel 1997: Christina Odenberg, vescovo di Lund, della Chiesa di Svezia
Nel 2000: Susanne Breit-Keßler, vescovo della Chiesa evangelica-luterana della Baviera (ELKB)
Nel 2001: Brigitte Boehme, vescovo della Chiesa evangelica di Brema in Germania
Nel 2001: Bärbel Wartenberg-Potter, vescovo della Chiesa evangelica dell'Elba settentrionale in Germania
Nel 2003: Laila Riksaasen Dahl, vescovo della diocesi di Tønsberg della Chiesa di Norvegia
Nel 2003: Elisabeth Dons Christensen, vescovo della diocesi di Ribe, della Chiesa di Danimarca
Nel 2005: Nancy Drew Kinard, vescovo della Chiesa protestante evangelica luterana negli USA (LEPC/GCEPC)
Nel 2006: Solveig Fiske, vescovo della diocesi di Hamar, della Chiesa di Norvegia
Nel 2007: Susan Johnson, vescovo della Chiesa evangelica luterana in Canada (ELCIC)
Nel 2009: Ilse Junkermann, vescovo della Chiesa evangelica della Germania centrale (EKM)

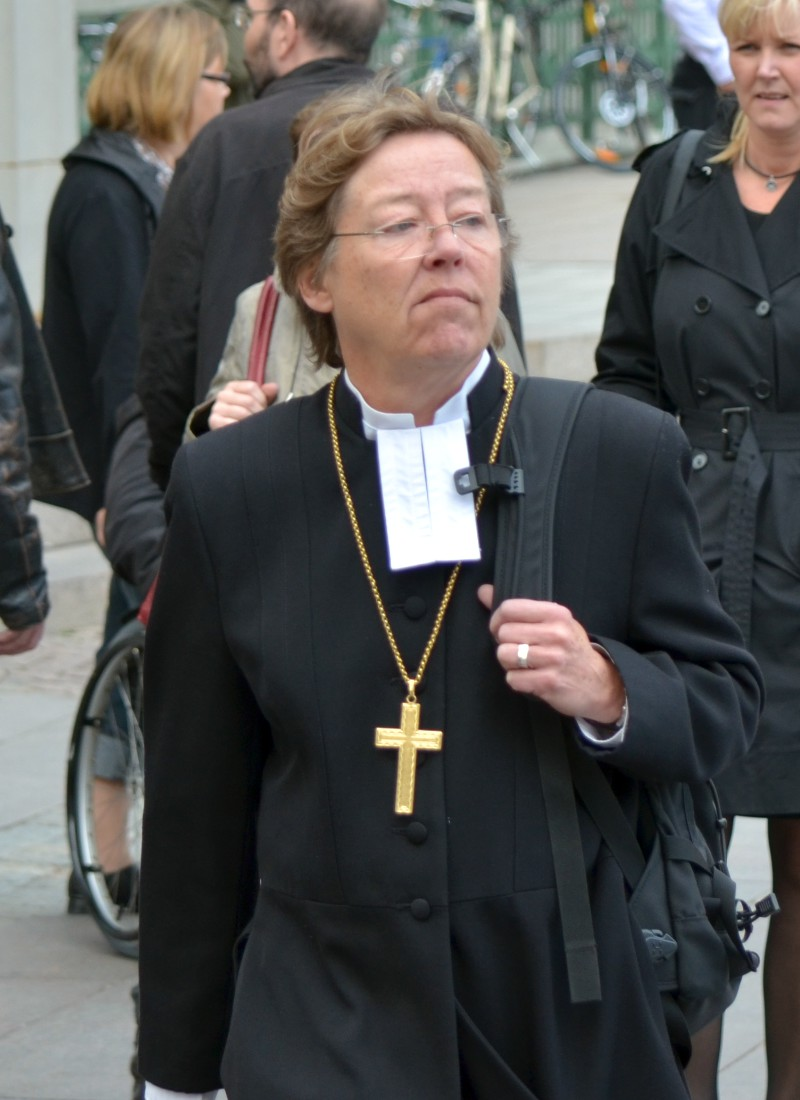
Eva Brunne, vescovo della Chiesa svedese a Stoccolma; è apertamente lesbica e alleva un figlio assieme alla propria compagna

Nel 2009: Eva Brunne, vescovo di Stoccolma, della Chiesa di Svezia
Nel 2009: Tuulikki Koivunen Bylund, vescovo di Härnösands, della Chiesa di Svezia
Nel 2009: Margot Käßmann, Primate della Chiesa evangelica tedesca (EKD)

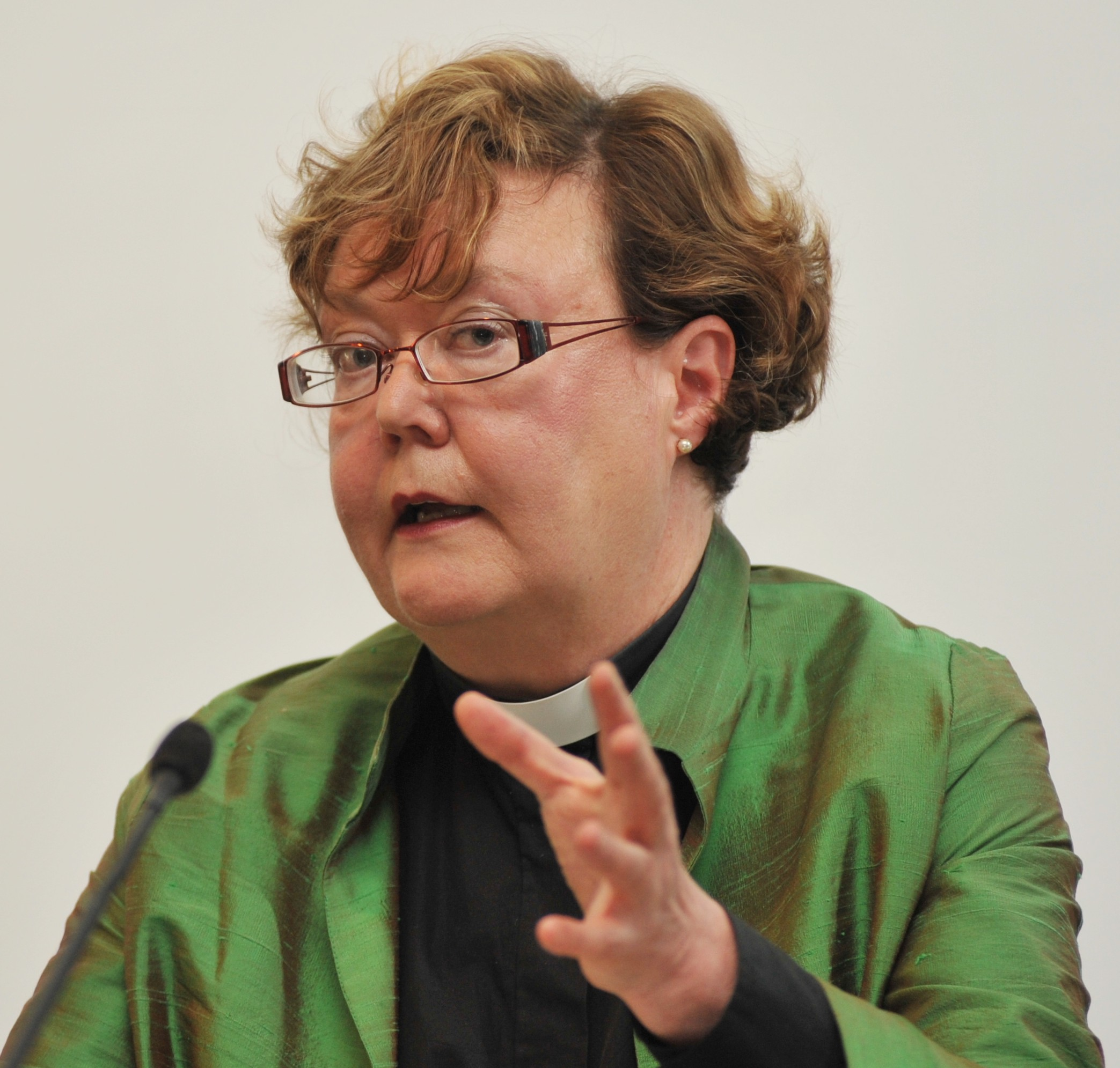
Irja Askola, vescovo della Diocesi luterana di Helsinki

Nel 2010: Irja Askola, vescovo della Diocesi luterana di Helsinki (in Finlandia)
Nel 2011: Kirsten Fehrs, vescovo della Chiesa evangelica di Brema
Nel 2011: Annette Kurschus, vescovo della Chiesa evangelica di Westfalia (EkvW) in Germania
Nel 2012: Agnes Sigurðardóttir, prima donna vescovo d'Islanda (della Chiesa nazionale d'Islanda)
Nel 2012: Sólveig Lára Guðmundsdóttir, Vescovo suffraganeo (Vígslubiskup) di Hólar, della Chiesa nazionale d'Islanda
Nel 2012: Tine Lindhardt, vescovo di Fionia, della Chiesa di Danimarca
Nel 2013: Marianne Christiansen, vescovo di Haderslev, della Chiesa di Danimarca

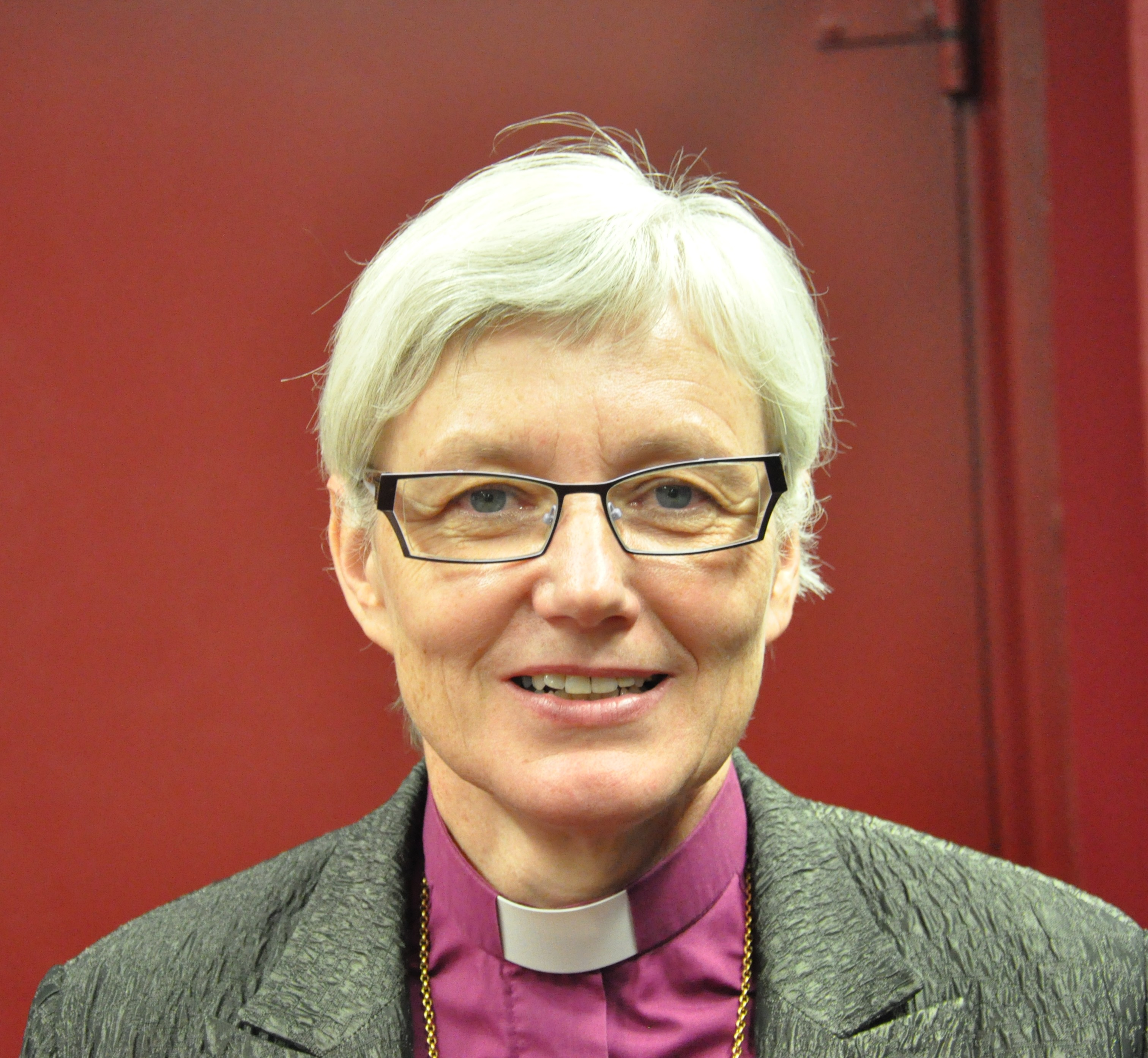
Antje Jackelén, arcivescovo della Chiesa di Svezia

Nel 2024: Guðrún Karls Helgudóttir, vescovo d'Islanda.

##### Episcopato femminile in altre confessioni
Nel 1995: Bola Odeleke, vescovo in Nigeria della Power Pentecostal Church
Nel 1998: Kay Ward, vescovo della Chiesa Morava in America
Nel 1999: Jana Šilerová, vescovo della chiesa hussita cecoslovacca (CČSH/ CCH)

### Chiesa cattolica
L'insegnamento della Chiesa cattolica, come sottolineato da papa Giovanni Paolo II nella lettera apostolica intitolata Ordinatio sacerdotalis (1994) è che «la Chiesa non ha alcuna autorità per conferire l'ordinazione sacerdotale alle donne e che questa sentenza deve essere definitivamente mantenuta da tutti i membri e i fedeli della Chiesa.» Questo insegnamento è sancito anche dall'attuale codice di diritto canonico al canone 1024 e dal Catechismo della Chiesa cattolica (1992).
Secondo la dichiarazione canonica "solo un uomo ("Vir"- "Uomo") battezzato riceve validamente l'Ordine Sacro". Come anche per l'ordinazione sacerdotale e episcopale, la Chiesa cattolica insegna che questo requisito è una questione di legge divina; appartiene al deposito della fede ed è pertanto immutabile.
Un documento a firma del cardinale Luis Ladaria, prefetto della Congregazione per la Dottrina della Fede, ha chiarito che «Cristo ha voluto conferire questo Sacramento ai dodici apostoli, che, a loro volta, lo hanno comunicato ad altri uomini. La Chiesa si è riconosciuta sempre vincolata a questa decisione del Signore, la quale esclude che il sacerdozio ministeriale possa essere validamente conferito alle donne. La Congregazione per la Dottrina della Fede ha ribadito che si tratta di una verità appartenente al deposito della fede. La Chiesa riconosce che l’impossibilità di ordinare delle donne appartiene alla «sostanza del Sacramento» dell’Ordine».
Nel 2007 la Santa Sede ha emesso un decreto che afferma che il tentativo di ordinazione di una donna comporterebbe una scomunica automatica per le donne e i vescovi che tentassero di ordinarle; nel 2010 il tentativo di ordinazione delle donne è stato definito un "grave delitto".
Ratzinger, in un colloquio con il giornalista Peter Seewald, ha citato il pensiero della femminista cattolica tedesca Elisabeth Schüssler Fiorenza, la quale ha partecipato in modo convinto alla lotta a favore dell’ordinazione delle donne, salvo in seguito convincersi in seguito che quello è un obiettivo sbagliato. Infatti, secondo lei "ordination is subordination, l’ordinazione significa subordinazione – inserimento organico e dipendenza, è proprio ciò che non vogliamo. Si tratta davvero di una diagnosi corretta."
In seguito, Benedetto XVI dichiarò in una intervista a Franca Zambonini della rivista "Famiglia Cristiana": «Se dipendesse da me anche le donne dovrebbero accedere al cardinalato e la prima dovrebbe Madre Teresa, per quanto ha fatto per i più poveri con le sue Missionarie della Carità». Ribadì la sua posizione favorevole ad un maggiore accesso femminile alle alte cariche ecclesiali, in particolare al cardinalato, in diverse altre occasioni, pur avendo dato modesti frutti. Accanto a questo, ha ribadito l'importanza del ruolo della donna, oltre che all'importanza delle donne nel loro "coinvolgimento nell'educazione e la loro partecipazione alla vita politica e civile". Il 7 ottobre 2012, da papa, ha proclamato Dottore della Chiesa la monaca medievale Ildegarda di Bingen. Nello stesso anno è iniziato il processo di canonizzazione Giuseppina Berettoni, laica molto attiva nell'apostolato e forte sostenitrice della capacità della predicazione delle donne.
Una commissione papale ufficiale ordinata da papa Francesco nel 2016 è incaricata di determinare se è possibile restaurare l'antica pratica diaconale, a condizione che essi/e non siano ordinati e che determinate funzioni rimangano riservate ai diaconi permanenti o transitori (uomini ordinati), come il proclamare il Vangelo durante la messa, eseguire un'omelia o un battesimo (non in stato di emergenza): tutto questo non sarebbe in ogni caso consentito per il diaconato femminile in via di discussione.

#### Mariavitismo
Ispirato da una suora con inclinazioni rivolte verso il misticismo, la polacca Maria Franciszka Kozłowska (1862-1921), il movimento del Mariavitismo inizialmente si caratterizzò per essere una risposta alla percezione della corruzione della Chiesa cattolica durante le Spartizioni della Polonia avvenute nel corso del XIX secolo. I Mariaviti, così chiamati così per la loro devozione a Maria madre di Gesù, attirarono numerose parrocchie in tutta la regione della Mazovia e nei territori intorno a Łódź, per un totale di circa 300.000 persone.
Temendo il verificarsi di uno scisma le autorità ecclesiastiche richiesero l'intervento del Vaticano. I Mariaviti furono infine sottoposti a scomunica da una Bolla pontificia nel 1905 e successivamente nel 1906. Il loro clero, tagliato fuori dalla successione apostolica, trovò un santuario grazie all'aiuto porto loro dal Vetero-cattolicesimo e nel 1909 ebbe la consacrazione a Utrecht il primo vescovo dei Mariaviti, Jan Maria Michał Kowalski.
Vent'anni dopo la Chiesa Mariavita si suddivise per colpa di divergenze politiche e da una lotta intestina per la leadership. Tuttavia, nel 1929, l'arcivescovo Kowalski ordinò le prime 12 suore come sacerdotesse e introdusse anche il matrimonio sacerdotale. La divisione con la Chiesa ufficiale fu effetto, in parte, sull'argomento del femminile nella teologia e nel ruolo delle donne nella vita della Chiesa.
Nel 1935 Kowalski introdusse un "sacerdozio universale" che estese l'ufficio sacerdotale a membri selezionati del laicato. Due chiese Mariavite sopravvivono fino a oggi. I successori di Kowalski, conosciuti come la "Chiesa Mariavita Cattolica", si ritrovano oggi nella città di Felicjanów nel Distretto di Płock; sono guidati da un vescovo che è una donna, anche se il loro numero è diminuito a causa degli aderenti del mariavitismo più convenzionalmente patriarcale di Płock.

#### Dissidenti
Vari autori cattolici hanno scritto e testimoniato a favore dell'ordinazione delle donne. I gruppi dissenzienti che sostengono l'ordinazione femminile in opposizione all'insegnamento cattolico includono la "Women's Ordination Worldwide", la "Catholic Women's Ordination", la "Roman Catholic Womenpriests" e la "Women's Ordination Conference".
Alcuni citano la presunta ordinazione di Ludmila Javorová nella Repubblica Socialista Cecoslovacca che sarebbe avvenuta nel 1970 da parte del vescovo Felix Maria Davídek (1921-88), egli stesso consacrato clandestinamente a causa della carenza di sacerdoti provocata dalla persecuzione statale comunista, come un precedente. La Chiesa cattolica tratta i tentativi di ordinazione delle donne come invalide e sottopone automaticamente a scomunica tutti i partecipanti.

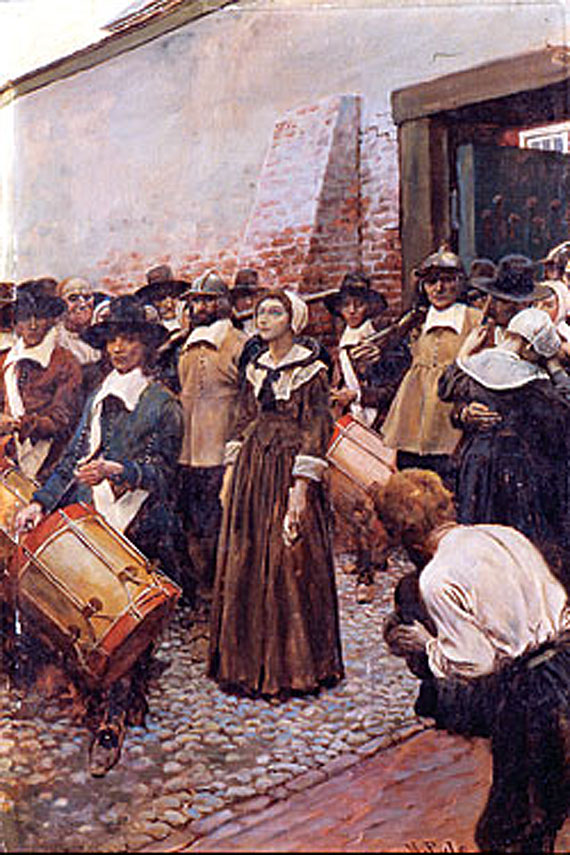
Mary Dyer mentre predica alla popolazione bostoniana, illustrazione di Howard Pyle

### Quaccherismo
Fin dalla loro fondazione nella metà del XVII secolo il quaccherismo ha permesso alle donne di predicare. Esso ha sempre creduto che entrambi i generi sessuali siano altrettanto in grado di ottenere l'ispirazione dallo Spirito Santo e pertanto esiste una tradizione di predicatori femminili fin dalle prime assemblee quacchere. Per poter essere considerato predicatore un "amico" deve ottenere il riconoscimento da un incontro ufficiale di quaccheri. Nel XVIII secolo i ministri tipicamente si sedevano davanti alla sala riunioni, con le donne da un lato e gli uomini dall'altro, tutti sulla stessa piattaforma sollevata a eguale altezza.
Le donne ministro furono attive fin dai primi tempi. Nel 1657 Mary Howgill, una dei "Valiant Sixty" (il primo gruppo di predicatori quaccheri) rimproverò aspramente Oliver Cromwell di perseguitare i quaccheri. Più tardi, nel 1704, Esther Palmer di Flushing Bay (Long Island) e Susanna Freeborn di Newport partirono per un viaggio lungo 3230 miglia attraversando otto delle tredici colonie, incluse le visite compiute in Pennsylvania, nel Maryland, in Virginia e nella Carolina del Nord, con l'intento di predicare il loro messaggio.
Altre celebri predicatrici quacchere furono Mary Lawson di Filadelfia, Mary Bannister di Londra, Inghilterra, Mary Ellerton di York, Rachel Wilson della Virginia, Catharine Payton della Pennsylvania, Ann Moore di New York, Susanna Hatton del Delaware e Mary Dyer di Boston.

Ellen Gould White

### Avventisti del settimo giorno
La politica della Chiesa cristiana avventista del settimo giorno limita determinate posizioni di servizio e responsabilità a coloro che sono stati ordinati al ministero evangelico e alla "Sessione della Conferenza Generale" (GC), che è il più alto organo decisionale della Chiesa. Esso non ha mai approvato l'ordinazione delle donne come ministri. Gli avventisti non hanno trovato alcun mandato o un precedente preciso per la pratica di ordinare le donne né nella Scrittura né negli scritti di Ellen Gould White. Negli ultimi anni l'ordinazione femminile è stata oggetto di un acceso dibattito, in particolare nell'America del Nord e in Europa.
Nella Chiesa avventista i candidati all'ordinazione sono raccomandati da conferenze locali (che di solito amministrano circa 50-150 congregazioni locali) e approvate dalle leghe (che servono circa 6-12 conferenze). Le credenze fondamentali della Chiesa e la sua prassi mondiale - così come descritto nel suo Manuale della Chiesa - includono attualmente la qualifica per l'ordinazione come limitata ai soli uomini; ciò può essere rivisto solo dalla sessione della GC. Nel 1990 la sessione della GC ha votato contro una mozione la quale intendeva stabilire una politica mondiale che consentisse l'ordinazione delle donne.
Nel 1995 i delegati della GC hanno deciso di non autorizzare nessuna delle 13 divisioni mondiali a stabilire politiche per l'ordinamento femminile nel proprio territorio. Nel 2011 la divisione nordamericana (NAD) ha ignorato la politica della GC e senza la sua approvazione ha votato per consentire alle donne di essere presidenti di conferenza, una posizione che richiede l'ordinazione. All'inizio del 2012 la GC ha risposto all'azione con un'analisi della storia e della politica della Chiesa, dimostrando che le divisioni non hanno l'autorità di stabilire una politica diversa dalla politica assunta dalla GC.
Il NAD ha successivamente revocato la sua azione. Ma nella loro analisi la GC ha indicato che la "responsabilità finale e l'autorità" per l'approvazione dei candidati all'ordinazione risiede a livello lega. Ciò ha condotto alla decisione di varie leghe di approvare ordinazioni senza riguardo al genere. Il 23 aprile del 2012, la "North German Union"' ha votato per ordinare donne come ministri, ma alla fine del 2013 non ne aveva ancora ordinato nessuna. Il 29 luglio la "Columbia Union Conference" ha votato per "autorizzare l'ordinazione senza rispetto del genere". Il 19 agosto la "Pacific Union Conference" ha anch'essa votato per ordinare senza riguardo al genere.
Entrambe le unioni hanno iniziato ad approvare immediatamente le ordinazioni delle donne. Entro la metà del 2013 circa 25 donne erano state ordinate al ministero dalla "Pacific Union Conference", più alcune della "Columbia Union Conference". Il 12 maggio di quello stesso anno l'Unione danese ha votato per trattare allo stesso modo uomini e donne e sospendere così tutte le ordinazioni fino a quando l'argomento non verrà preso in esame alla prossima sessione della GC nel 2015. Il 30 maggio 2013 l'Unione olandese ha votato per ordinare pastori femminili, riconoscendole come pari ai loro colleghi uomini. Il 1º settembre una donna è stata ordinata nell'Unione dei Paesi Bassi.
Nel 2012-2013 la Conferenza Generale ha istituito il "Comitato di Studio di Ordinazione Teologica" il quale comprendeva rappresentanti di ciascuno dei suoi 13 comitati di ricerca biblica mondiali, per studiare la questione e fare una raccomandazione per essere votati alla sessione mondiale della GC da tenersi nel 2015. Il 27 ottobre del 2013 Sandra Roberts è diventata la prima donna a guidare una conferenza avventista dopo essere stata eletta presidentessa della "Conferenza sud-orientale della California": tuttavia la Chiesa avventista mondiale non ha riconosciuto questa elezione.
Alla sessantesima sessione generale della "Conferenza di San Antonio", l'8 luglio del 2015, gli avventisti hanno votato per non permettere ai loro corpi regionali di ordinare donne pastori. Il Presidente della "Conferenza Generale della Chiesa", Ted Wilson, ha aperto la seduta con un appello rivolto a tutti i membri della Chiesa di rispettare l'esito della votazione e sottolineando il fatto che le decisioni prese dalla GC costituiscono la più alta autorità. Con un margine di 1.381 a 977, con cinque astensioni, i delegati con votazione segreta hanno concluso un processo di studio quinquennale caratterizzato da un dibattito aperto, vigoroso e talvolta anche acrimonioso.
Prima del voto decine di delegati hanno espresso opinioni per e contro la domanda: "Dopo il tuo studio di preghiera sull'ordinazione dalla Bibbia, gli scritti di Ellen G. White e le relazioni delle commissioni di studio, e dopo la tua attenta considerazione su ciò che è meglio per la Chiesa e per l'adempimento della sua missione, è accettabile per i comitati esecutivi di divisione, come ritiene appropriati nei loro territori, di prevedere l'ordinazione delle donne al ministero evangelico?"
Il voto e la discussione, che riflettevano decenni di differenze di opinione, sono giunte così alla sessione della "Conferenza Generale" che si svolge per decidere delle questioni più importanti. Come cristiani protestanti che accettano la Bibbia come la loro unica regola di fede e di pratica, gli avventisti sono stati desiderosi di risolvere il problema basandosi sulla sola Scrittura (ad esempio Prima lettera a Timoteo 2:12 e Lettera ai Galati 3:28).

## Ryukuan
L'indigena Religione delle Ryūkyū nelle isole Ryūkyū è guidata da sacerdotesse; questo fatto la rende l'unica forma religiosa ufficiale principale all'interno di una società guidata principalmente dalle donne.

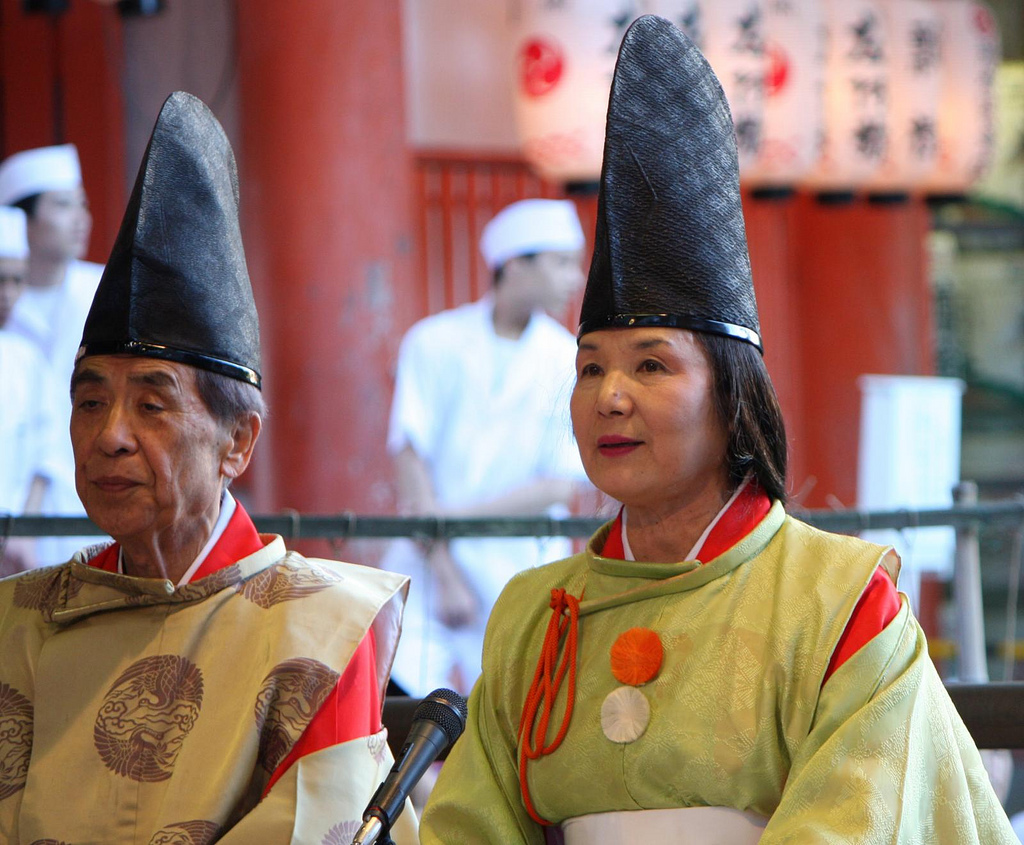
Un sacerdote e una sacerdotesa dello Shintoismo

## Shintoismo
Lo Shintoismo le Saiin (斎 院, saiin?) erano le parenti nubili dell'imperatore del Giappone che servivano in qualità di sacerdotesse al Santuario di Ise, questo dalla fine del VII secolo fino al XIV; esso è un santuario shinto dedicato alla Dea Amaterasu. Le sacerdotesse venivano solitamente elette dalle regine (内 親王, naishinnō) come principesse (女王, joō).
In linea di principio le Saiin rimanevano nubili, ma vi erano anche delle eccezioni. Alcune di esser diventarono consorti dell'imperatore, chiamato Nyōgo in lingua giapponese. Secondo il Man'yōshū (l'antologia delle diecimila foglie) la prima Saiō a servire nel santuario fu la principessa Ōku (661-702), figlia dell'imperatore Tenmu, durante il periodo Asuka.
L'ordinazione delle donne come sacerdotesse Shinto si è ripresentata a seguito dell'abolizione dello "Stato Shinto" dopo la seconda guerra mondiale (vedi le Miko).

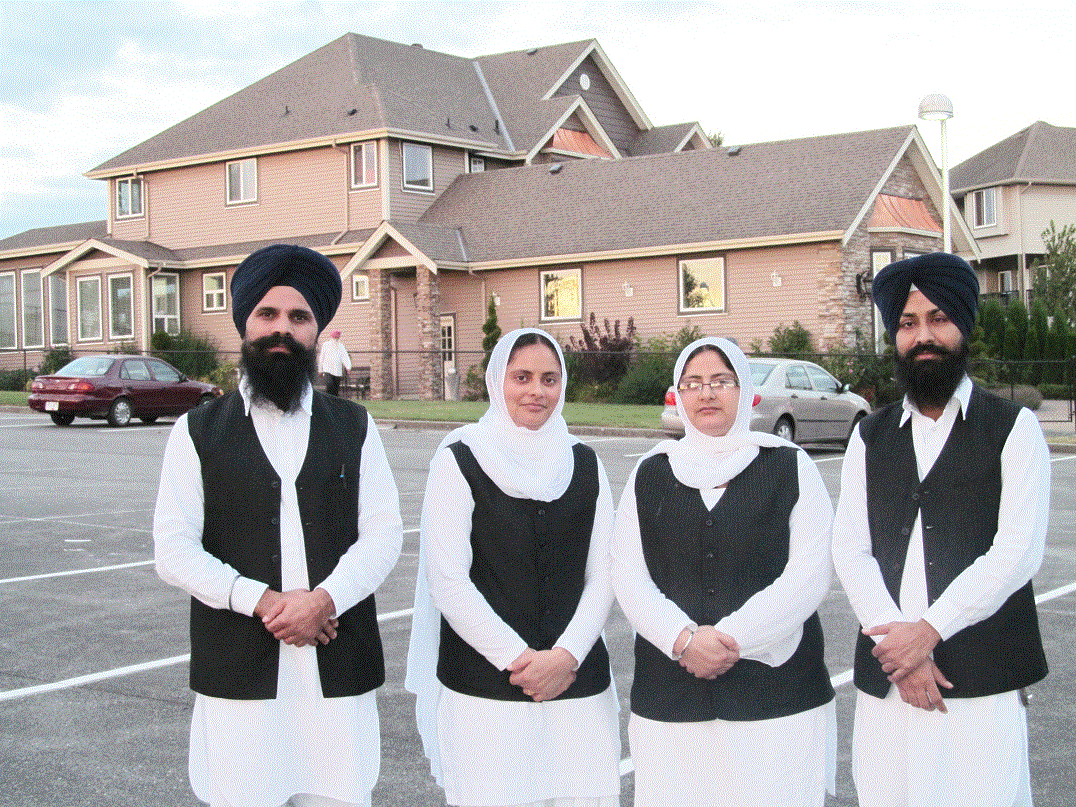
Uomini e donne Sikh

## Sikhismo
Il Sikhismo non contempla i sacerdoti, che sono stati aboliti da Guru Gobind Singh, poiché il guru aveva visto che quella istituzione stava diventando sempre più corrotta nella società del suo tempo; ha nominato invece il libro sacro Guru Granth Sahib come suo unico successore nella carica di guru. al posto di un essere umano il quale rimane pur sempre fallibile.
A causa della credenza nella fede della totale uguaglianza, le donne hanno la possibilità di partecipre a una qualsiasi funzione religiosa, eseguire le cerimonie o guidare la congregazione nel corso della preghiera. Una donna sikh ha il diritto di poter diventare Granthi (lettrice cerimoniale), Ragi (cantrice degli inni) e uno dei Panj Piare (diletti); inoltre sia gli uomini sia le donne sono considerati capaci di raggiungere i più alti livelli di spiritualità.

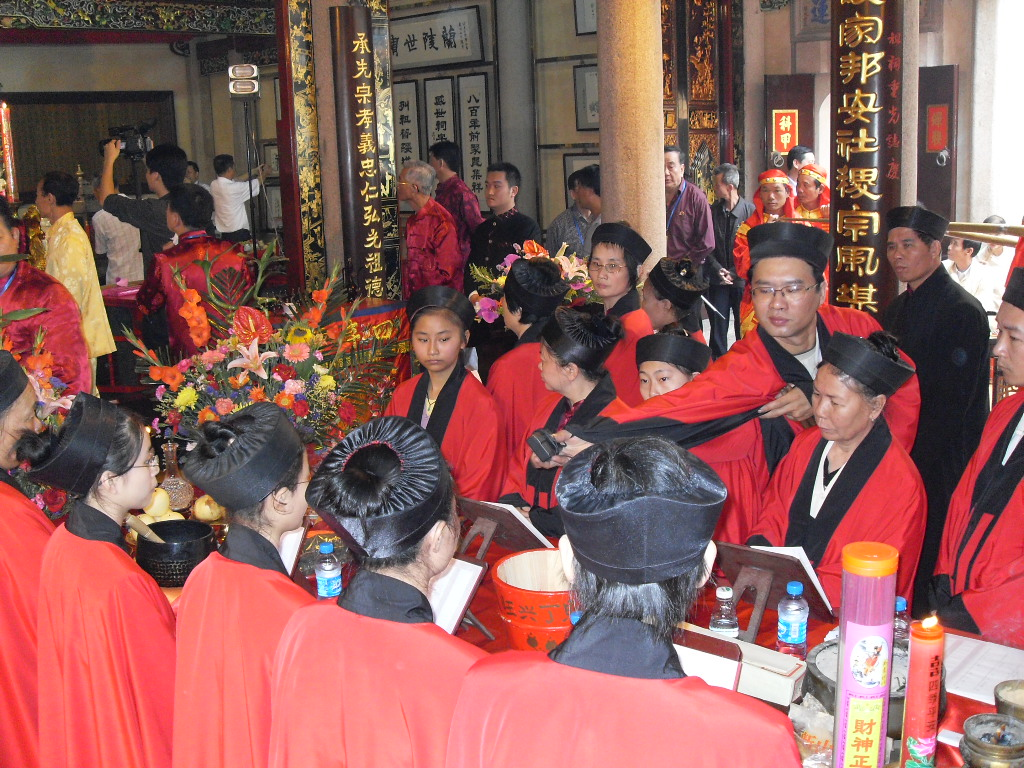
Celebrazione taoista

## Taoismo
Il Taoismo ordina sia gli uomini sia le donne alle funzioni sacerdotali. Nel 2009 Wu Chengzhen è diventata la prima badessa principale (Fangzhang) della storia taoista, lunga 1.800 anni, nel tempio di Wuhan. Quella di Fangzhang è la posizione più alta all'interno di un tempio taoista.

## Neopaganesimo
Esiste una grande varietà di tradizioni neopagane e wiccan nelle quali sia donne sia uomini possono essere ordinate/i, e hanno l’autorità di ordinare, sacerdotesse e sacerdoti..

Una particolarità è rappresentata dalla Tradizione Dianica a volte anche chiamata Wicca Dianica, un ramo spirituale incentrato sui misteri femminili, e accessibile solo alle donne biologicamente femmine, che invece possiede un sacerdozio esclusivamente femminile..

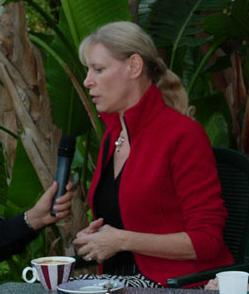
Phyllis Currott Sacerdotessa wiccan

## Yoruba
Il popolo degli Yoruba della Nigeria occidentale praticano una religione indigena con una gerarchia religiosa composta da sia sacerdoti sia da sacerdotesse che risale all'800-1.000 dell'era volgare. I sacerdoti e le sacerdotesse dell'oracolo degli Ifá (spiriti) recano rispettivamente i titoli di Babalawo e di Iyalawo.
Sacerdoti e sacerdotesse delle varie Orisha (semidivinità), quando non posseggono già i titoli più alti summenzionati, vengono chiamati babalorisa se uomini e iyalorisa se donne. Gli iniziati posseggono anche un nome divino o semidivino il quale indica sotto quali deità essi sono stati iniziati.

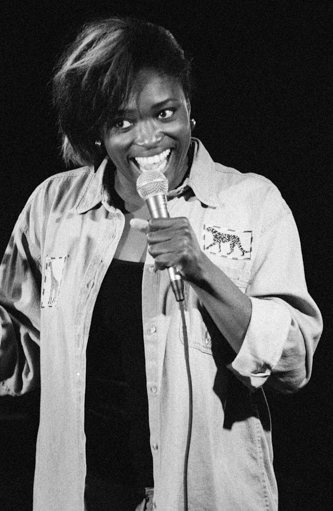
L'attrice Andi Osho è una Yoruba

## Zoroastrismo
I sacerdoti dello zoroastrismo in India sono obbligatoriamente uomini. Tuttavia le donne sono state ordinate sia in Iran sia nell'America del Nord come mobedyar, ovvero Mōbadh (sacerdote zoroastriano).

Nel 2011 i Tehran Mobeds Anjuman (Anjoman-e-Mobedan) hanno annunciato che per la prima volta nella storia delle comunità zoroastriane presenti in tutto il mondo, le donne erano entrate a far parte dl gruppo di mobs (preti) in Iran assumendo il titolo di mobedri (sacerdotesse). Le donne hanno certificazioni ufficiali e possono pertanto svolgere le funzioni religiose inferiori, oltre a poter far da guida per i postulanti.

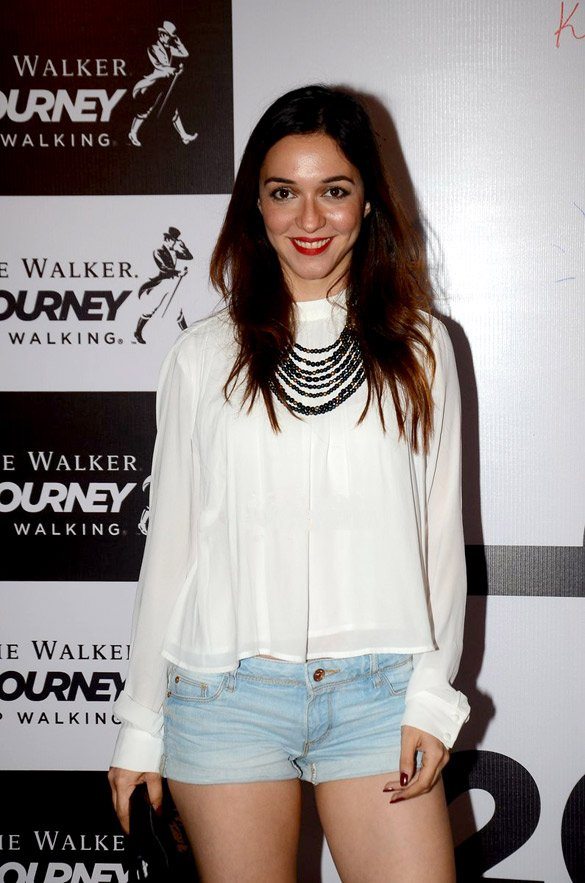
L'attrice e modella indiana Nauheed Cyrusi è una parsi